# Solec Kujawski
Solec Kujawski (do 22 listopada 1924 Solec; niem. Schulitz) – miasto w Polsce, położone w województwie kujawsko-pomorskim, w powiecie bydgoskim, na lewym brzegu Wisły. Siedziba miejsko-wiejskiej gminy Solec Kujawski.
Według danych GUS z 31 grudnia 2023 roku Solec Kujawski liczył 15 249 mieszkańców.
W pobliżu miasta znajduje się uruchomione 4 września 1999 r. Radiowe Centrum Nadawcze z nadajnikiem o mocy 1000 kW i dwoma masztami radiowymi o wysokości 330 i 289 m, które emitują 1 Program Polskiego Radia.

## Położenie
Miasto królewskie Solec, lokowane w 1325 roku, położone było w XVI wieku w województwie inowrocławskim. W latach 1975–1998 miasto administracyjnie należało do województwa bydgoskiego.
Solec Kujawski położony jest w odległości 20 km na wschód od Bydgoszczy i 35 km na zachód od Torunia.
Pod względem historycznym miasto znajduje się na Kujawach. Etnograficznie Solec Kujawski stanowi część tzw. Kujaw Północnych, natomiast fizjograficznie – Kujaw nadwiślańskich.
Według regionalizacji fizycznogeograficznej Polski miasto położone jest na Kotlinie Toruńskiej. Tereny położone na południe od miasta porasta jeden z największych kompleksów leśnych na Kujawach – Puszcza Bydgoska.

## Nazwa
Nazwa miasta pochodzi od soli (niem. Saltz) – w średniowieczu bardzo ważnego towaru. Możliwe jest również pochodzenie od staropolskich wyrazów sół, sołek, które oznaczały spichrz – magazyn zbożowy, gdzie składowano daniny dla księcia (w szczególności zboże). W przeszłości, przed nadaniem obecnej polskiej nazwy, funkcjonowały również inne wersje nazewnictwa: Solecz, Solyecz (Soliecz), Solitz, Sulec, Szolec, Szulice.
Później powstała i ukształtowała się niemiecka nazwa Schulitz, następnie przekształcona przez ludność wiejską z okolic miasta w gwarze dolnoniemieckiej (Plattdeutsch) na Sülz.
Do dziś nie udowodniono, czy w okolicach miasta znajdowały się pokłady soli (podobnie jak w Inowrocławiu), z czym mogło się wiązać powstanie nazwy. Najbardziej prawdopodobne jest przypuszczenie, że miasto w przeszłości było ważnym ośrodkiem handlu wiślanego solą z samych Kujaw bądź z Wieliczki i Bochni.
Po powrocie miasta do Polski w 1920, wynikły trudności w dostarczaniu poczty związane z istnieniem większej liczby miast położonych nad Wisłą o tej samej nazwie. W związku z tym początkowo miasto określano jako Solec nad Wisłą. Jednak zmiana ta nie rozwiązała problemów z dostarczaniem poczty i w celu bliższego określenia położenia miasta dodano do nazwy Solec człon koło Torunia.
W 1924 wojewoda poznański Adolf Rafał Bniński zaproponował nazwę funkcjonującą do dziś. Innymi propozycjami niektórych radnych były nazwy: Solec Pomorski, Solec Wielkopolski, Solec Drzewny, Solec Spław, Solec Las. 2 grudnia 1924 oficjalnie zatwierdzono obecną nazwę miasta.

## Historia

### Przed 1325
Prawdopodobnie miejscowość została po raz pierwszy wymieniona w 1263, w dokumencie opisującym spór Zakonu krzyżackiego z księciem Kazimierzem I kujawskim dotyczącym blokowania statków na Wiśle, które chciały składać swój towar w Solcu. Korzystne położenie nad Wisłą pozwala domniemać, że Solec istniał jeszcze przed pojawieniem się pierwszych pisemnych wzmianek.

### 1325
Nadanie dokumentu lokacyjnego
W 1325 Solcu nadano prawa miejskie. Prawnuk Konrada I mazowieckiego – książę Przemysł inowrocławski udzielił wtedy swemu poddanemu Tomaszowi z Jaksic przywileju na założenie miasta. Oryginalny dokument lokacyjny już nie istnieje – nie wiadomo co się z nim stało (przypuszczalnie zaginął w czasie walk między Krzyżakami a Władysławem Łokietkiem, lecz, jak wynika z potwierdzenia przywileju przez króla Zygmunta I Starego z 1538 mieszkańcy przedłożyli mu dokument z podpisem i pieczęcią księcia). Przywilej był wielokrotnie potwierdzany przez królów polskich. Po prawej, w tabeli zestawiono dane dotyczące kolejnych potwierdzeń aktu lokacyjnego.
|  | Król                        | Data wydania | Miejsce wydania | Uwagi      |
|  | --------------------------- | ------------ | --------------- | ---------- |
|  | Zygmunt I Stary             | 27 II 1538   | Piotrków        | sejm walny |
|  | Stefan Batory               | 19 I 1577    | Bydgoszcz       |            |
|  | Zygmunt III Waza            | 22 IV 1589   | Warszawa        | sejm walny |
|  | Władysław IV Waza           | 20 III 1635  | Warszawa        |            |
|  | Jan II Kazimierz Waza       | 17 III 1651  | Warszawa        |            |
|  | Michał Korybut Wiśniowiecki | 24 XII 1670  | Warszawa        |            |
|  | Jan III Sobieski            | 6 VI 1690    | Warszawa        |            |
|  | August II Mocny             | 18 XII 1702  | Toruń           |            |

Treść dokumentu lokacyjnego
W inwokacji dokumentu stwierdza się, że Przemysł z łaski i własnej woli, jak również za radą naszej szlachty, miasto nasze na zasadach prawa magdeburskiego przekazuje mądremu i szlachetnemu człowiekowi, wiernemu Tomaszowi z Jaksic. Tomasz i jego następcy otrzymali nieograniczone dziedziczenie oraz wójtostwo w nowo założonym mieście, z czym wiązało się otrzymanie wielu przywilejów, jak i obowiązków dla niego i jego następców.
- Przywileje wójta – niektóre przywileje wójta i jego następców:
  - prawo wybudowania w dowolnie wybranym miejscu swojego domu, który był wolny od wszelkich opłat oraz dożywotnio zapewniony dla niego i jego następców
  - sześć łanów pola wolnych od wszelkich opłat oraz prawo wypasu
  - otrzymywanie 1/6 części należnych podatków oraz 1/3 części należnych opłat sądowych
  - prawo wybudowania kuźnicy, młyna i łaźni
- Obowiązki wójta – do obowiązków wójta nałożonych na niego w dokumencie należało m.in.:
  - dopilnowanie by miasto ze wszelką starannością rozbudować i gdyby w przyszłości miasto przez ogień, od czego nas Bóg zachowaj, lub w inny sposób ucierpieć miało, co uszkodzone znowu odtworzyć
  - sprawowanie sądów według prawa magdeburskiego – podlegało mu sądownictwo (Jeśli (...) mieszczanin rani drugiego, zabije, bądź mu jakąś krzywdę wyrządzi, to nie ma nikt inny poza Tomaszem, naszym wójtem, być sędzią w tej sprawie; zastrzeżono jednak, iż w przypadku gdy jedną z wyżej wymienionych osób jest rycerz, lub gdy zdarzenie ma miejsce w pobliżu ratusza, to sądzenie przypada sędziemu bądź staroście)
- Inne części dokumentu:
  - Częścią dokumentu jest poza tym przywilej leśny, który zapewnił, że las w promieniu jednej mili (najprawdopodobniej staropolskiej, która liczyła ok. 6 tys.–7 tys. m) jest we wieczystym posiadaniu wójta i miasta.
  - Mieszczanie mieli obowiązek, po upływie 10-letniego zwolnienia od podatków, corocznego ich uiszczania na św. Marcina (11 listopada).
  - Określono poza tym granice miasta (między wsiami Łęgnowo i Przyłubie).
  - W całym dokumencie nazwa „Solec” nie została wymieniona. Dopiero w potwierdzeniu Zygmunta I Starego z 1538, król stwierdził, że w dokumencie chodzi (...) wyraźnie o nazwę miasta Solec.

### Od XIV do XVI wieku
Czasy Władysława Łokietka
Pierwsze lata istnienia Solca jako miasta nie były spokojne. Spory pomiędzy zakonem krzyżackim a Polską (w 1309 Krzyżacy przejmują Pomorze Wschodnie z Gdańskiem) doprowadziły do działań wojennych, które wybuchły w 1329. W walkach tych, podczas gdy Krzyżacy plądrowali Kujawy i Wielkopolskę, szczególnie mocno ucierpiał m.in. Solec (ziemie te zdobyte zostały w okolicach 1332).
Czasy Kazimierza Wielkiego
Za panowania następcy Łokietka – Kazimierza Wielkiego, w 1336 król zgodził się w układzie z Wyszehradu na to, by zakon zatrzymał Pomorze, ziemię chełmińską i michałowską, a ziemię dobrzyńską i Kujawy zwrócił Polsce – lecz szlachta i duchowieństwo odmówili potwierdzenia porozumienia i doprowadzili do procesu kanonicznego, który zakończył się dla zakonu niekorzystnie. Pomimo to Krzyżacy zatrzymali Kujawy, wraz z Bydgoszczą i Solcem. Tragedią dla mieszkańców młodego miasta była powódź, która nawiedziła Solec wiosną 1339. Miasto pozostawało pod kontrolą zakonu aż do 8 lipca 1343, gdy zatwierdzono układ z Wyszehradu pokojem kaliskim i Krzyżacy zwrócili ziemię kujawską oraz dobrzyńską. Po zakończeniu sporu polsko-krzyżackiego król zajął się odbudową silnie zniszczonych miast na Kujawach, w tym odbudową Solca.
Czasy Ludwika Węgierskiego
Następca ostatniego Piasta – Ludwik Węgierski oddał m.in. ziemie w okolicach Bydgoszczy (w tym Solec) jako lenno dla księcia Kazimierza Szczecińskiego. Następnie Solec Kujawski, Bydgoszcz i kilka innych okolicznych miast należało do księcia Władysława Opolczyka (od 1378). W późniejszym czasie właściciel zmieniał się wielokrotnie.
Z 1382 pochodzi pierwsza pisemna wzmianka o kościele parafialnym w Solcu Kujawskim – o dzisiejszym Kościele pw. Św. Stanisława (parafia ta aż do czasów rozbiorowych należała do dekanatu bydgoskiego).
Czasy Władysława Jagiełły
W 1392, po zjednoczeniu Kujaw i przyłączeniu ich do Korony Królestwa Polskiego, miasto zostało własnością samego króla Władysława Jagiełły (administracyjnie leżało w powiecie bydgoskim i w województwie inowrocławskim; zobacz: podział terytorialny Rzeczypospolitej Obojga Narodów). Było ono wielokrotnie miejscem rozmów i pertraktacji z zakonem krzyżackim. Rozmowy różnego typu i wagi odbywały się najczęściej na piaskowych wyspach na Wiśle, których wtedy było bardzo dużo, gdyż tędy przebiegała wówczas granica pomiędzy Polską a zakonem. Przykładem może być rozmowa z 1389, w czasie której zakon skarżył się, że pruscy kupcy są w Polsce obrabowywani. Rozmowa ta nie przyniosła jednak rezultatu.
W czasie wielkiej wojny z zakonem w latach 1409–1411 Solec został spalony. Również po jej zakończeniu miasto było wielokrotnie plądrowane przez Krzyżaków. Wskutek wojen i napadów miasto poważnie podupadło i znacznie zubożało. Ponownie Solec był miejscem rokowań polsko-krzyżackich w 1417, lecz dopiero 27 września 1422 w miejscowości Mełno (dzisiejszy powiat grudziądzki) zawarto pokój między obydwoma stronami (zobacz: pokój melneński).
Czasy Władysława Warneńczyka i ostatnich Jagiellonów
W 1441 wdowa po Władysławie Jagielle Zofia Holszańska przekazała w zastaw za 5736 guldenów węgierskich Bydgoszcz wraz z zamkiem, Solec Kujawski, Gniewkowo i Fordon staroście inowrocławskiemu Mikołajowi Szarlejskiemu. Skutkowało to tym, że Solec z miasta królewskiego spadł do rangi miasta zależnego. Szesnaście lat później, w 1457 właścicielem m.in. Solca został Jan Kościelecki, herbu Ogończyk (aż do 1600 miasto należało do rodziny Kościeleckich). W następnych latach Solec, pomimo osiągniętego spokoju po II pokoju toruńskim z 1466, nie mógł się rozwijać w pełni, ponieważ jego gospodarkę tłumiły większe miasta sąsiednie – Bydgoszcz i Toruń.
Z 1540 pochodziły dawne nadwiślańskie spichrze zbożowe, które znajdowały się na terenie Solca i znacznie ułatwiły handel zbożem z Gdańskiem. Według nielicznych zachowanych odpisów z ksiąg miejskich wynika, że w 1571 wszyscy mieszkańcy miasta byli Polakami (ludność niemiecka, która prawdopodobnie na początku istnienia Solca przebywała na tych terenach, zasymilowała się).

### Od XVII do XVIII wieku
Początki osadnictwa olęderskiego
Większość dzisiejszego obszaru miasta tworzyły dawniej dwie samodzielne gminy wiejskie – Olędry Miejskie i Olędry Zamkowe. Należały one, jak same nazwy wskazują do dawnych osad olęderskich, czyli do holenderskich osadników, którzy osiedlali się m.in. na terenach dzisiejszego Solca i okolic. Osadnictwo holenderskich mennonitów zapoczątkowane zostało w Polsce już w XVII w. Było ono wywołane przede wszystkim nietolerancją religijną w Holandii za czasów cesarzy Karola V i Filipa II. Z biegiem czasu Olędrami (Holendrami) nazywano wszystkich osadników na terenach zalewowych, także Polaków. Pozostałościami po osadnictwie olęderskim na ziemiach gminy Solec Kujawski są cmentarz menonicko-ewangelicki w Przyłubiu i resztki zabudowy.

## Kalendarium
- 1263 – Solec po raz pierwszy został wymieniony w źródłach w ugodzie Kazimierza Kujawskiego z Krzyżakami[6]
- 16 października 1280 – pierwsza wzmianka o Otorowie i Łęgnowie
- 1325 – książę inowrocławsko-wyszogrodzki – Przemysł nadał Solcowi prawa miejskie (prawo magdeburskie), zasadźcą i pierwszym wójtem był Tomasz z Jaksic
- 1327 – Solec z miasta książęcego stał się miastem królewskim
- 1332 – Krzyżacy zajęli Solec (po raz pierwszy jest to poświadczone źródłowo, wcześniejszych najazdów można się domyślać w latach 1330–1331); prawdopodobnie wiosną tego roku (lub rok wcześniej) nawiedziła też Solec wielka powódź
- 1333–1370 – za panowania Kazimierza Wielkiego Solec miał zostać otoczony murami; król miał też założyć w Solcu szpital
- 11 lutego 1359 – lokacja Przyłubia na prawie chełmińskim
- 1382 – pierwsza pisemna wzmianka o pierwszym kościele parafialnym na terenie miasta
- 1389 – rokowania w sprawach spornych między Solcem a Krzyżakami na wysepkach wiślanych w okolicach Solca
- koniec XIV w. – pierwsza wzmianka o soleckim burmistrzu
- 1392 – Solec wrócił pod rządy króla polskiego; Krzyżacy zakazują swoim poddanym kontaktów handlowych z Solcem, kupcy z Solca mają zakaz pływania po Wiśle dużymi statkami
- 1403 – w Solcu znajdowały się warsztaty szkutnicze, Krzyżacy domagają się zaprzestania produkcji w Solcu; kupcy soleccy wysłali pierwszy transport zboża do Gdańska na własnych statkach
- 1404 – komtur Świecia zabronił Solcowi przewożenia zboża Wisłą, po interwencji starosty wielkopolskiego, wielki mistrz Konrad von Jungingen przywrócił poprzedni stan, ale nie pozwolił przewozić zboża na statkach
- 1409 – Krzyżacy zajmują i niszczą Solec
- 1 lutego 1411 – w pkt. 9 I pokoju toruńskiego jest mowa o sporze dotyczącym wiślanych wysepek pod Solcem, o rybołówstwie i żegludze na Wiśle – spór miało rozstrzygnąć 12 arbitrów
- 1417 – prawdopodobnie w Solcu odbyły się rokowania polsko-krzyżackie
- wiosna 1422 – w Solcu po raz kolejny odbyły się rokowania polsko-krzyżackie
- 1424 – Władysław Jagiełło nadał biskupowi włocławskiemu grunt w Solcu pod budowę domów i spichrzów na zboże
- 1454 – W czasie wojny trzynastoletniej Solec był zobowiązany do wystawienia jednego żołnierza
- 1457 – Solec jako lenno oddany Janowi z Kościelca
- 1517 – budowa nowego soleckiego kościoła, Solec kapelanią pod opieką księdza Michała
- 1520 – Św. Stanisław zostaje patronem miasta
- 25 września 1538 – Zygmunt Stary wystawił transumpt soleckiego przywileju lokacyjnego, ograniczający jednak władzę wójta w sprawach wydawania wyroków śmierci
- 1540 – Zygmunt August zezwolił wojewodzie inowrocławskiemu Januszowi Latalskiemu zbudować spichrze w Solcu
- 1564 – Zygmunt August zabronił solecczanom handlu solą, który był zarezerwowany dla szlachty
- 1577 – wizytacja soleckiego kościoła przez biskupa kujawskiego Rozdrażewskiego, kościół chylił się ku upadkowi; Stefan Batory potwierdził solecki przywilej lokacyjny
- 1589 – Zygmunt III Waza potwierdził solecki przywilej lokacyjny
- 3 stycznia 1594 – sprowadzenie osadników holenderskich do Przyłubia
- 1596 – Zygmunt III Waza odnowił przywilej jarmarczny dla Solca; do Łęgnowa sprowadzono osadników holenderskich
- 1604–1605 – sprowadzono osadników holenderskich do Otorowa, Makowisk, Plątnowa i Żółwina
- 1633 – wyrzeźbienie ołtarza, który od 1650 r. znajduje się w Kościele św. Stanisława
- 1635 – ogromny pożar zamienia w popiół całe miasto; Władysław IV potwierdził solecki przywilej lokacyjny
- 1656 – mieszkańcy Solca napadli na stacjonujący w mieście oddział szwedzki, w odwecie Szwedzi zniszczyli miasto
- 11–12 stycznia 1657 – w Solcu przebywał Stefan Czarniecki
- 1660 – w Solcu było zamieszkanych 20 domów. Wśród mieszczan odnotowano 2 garncarzy, 2 rybaków i piwowar; okoliczne wsie całkowicie opustoszałe, jeden chłop pozostał w Przyłubiu
- ok. 1660 – ks. Bartłomiej Regiński administrujący parafiami w Solcu i Gniewkowie otrzymał od Jana Kazimierza gospodarstwo nad Wisłą
- 30 kwietnia 1660 – Jan Kazimierz zwolnił od podatków na 3 lata Solec i okoliczne wsie holenderskie
- 1663 – ponownie powstaje parafia solecka
- 1669 – ksiądz na stałe zamieszkuje w Solcu
- 1670 – Michał Korybut Wiśniowiecki potwierdził solecki przywilej lokacyjny
- 1674 – w Solcu jest 97 mieszkańców i 20 domów; 2 garncarzy, 2 rybaków, 2 piekarzy. Czynny był jeden browar
- 1677 – w Solcu wybucha epidemia
- 30 kwietnia 1685 – Jan III Sobieski potwierdził przywileje dla Łęgnowa, Otorowa, Makowisk i Fordonka
- 1690 – burmistrzem w Solcu był Maciej Kołodziejowicz
- 1694 – mieszkańcy Solca musieli mleć swoje zboże w młynie w Otorowie
- 1698 – w Solcu kwaterowało 16 rycerzy biskupa poznańskiego, dając się we znaki mieszkańcom miasta i okolic
- 1702 August II Mocny potwierdził solecki przywilej lokacyjny
- 1703 – w Solcu stacjonował oddział Szwedów, który został wycięty przez mieszkańców miasta, w akcie zemsty Szwedzi zniszczyli miasto
- pocz. XVIII w. – August Mocny nadał miastu nowe obszary leśne
- 1719 – burmistrz Solca zakazał posiadania w domach lepionych kominów
- 1726 – solecka księga kościelna wspomina o żupie solnej istniejącej w okolicach Solca
- 1735–1736 – budowa nowego soleckiego kościoła
- 1748 – konflikt między miastem a Eleonorą Koźmińską-Jaraczewską przed sądem grodzkim w Bydgoszczy o ziemie miejskie nadawane przez starościnę osadnikom, miasto reprezentował burmistrz Grzegorz Piasecki
- 1752 – w Solcu powstała wzorem wsi holenderskich straż pożarna; olęderskie gminy z Makowisk, Otorowa, Łęgnowa, Czerska, Plątnowa i Fordonka przyjęły regulamin pożarowy zawierający przepisy przeciwpożarowe, walkę z ogniem i odszkodowania
- 1772 – ostatnim przedrozbiorowym burmistrzem Solca był garncarz Wawrzyniec Złotowski, pisarzem miejskim Jerzy Raduliński, a sędzią Sebastian Bobrowski
- od 5 sierpnia 1772 – w wyniku I rozbioru Polski miasto zostaje zagarnięte przez Królestwo Prus i wchodzi w skład ziem zaboru pruskiego
- 27 września 1772 – w Malborku przedstawiciele miast i wsi złożyli hołd królowi pruskiemu, Solec reprezentował burmistrz Wawrzyniec Złotowski oraz sekretarze Franciszek Ostrowski i Wojciech Bagziński, w hołdzie wzięli udział także przedstawiciele Makowisk, Otorowa i Łęgnowa
- początek 1773 – Prusacy samowolnie przesunęli granicę, zagarniając m.in. Przyłubie Niemieckie i Kabat, a następnie Grodzynę
- 1777 – Solec nawiedziła wielka powódź
- 1783 – w okolicznych lasach założono wypalarnię wapnia wykorzystywanego m.in. do budowy i konserwacji kanału bydgoskiego
- 1788 – Solec liczył 316 mieszkańców
- 1789 – miasto nawiedził pożar, po którym pozostało 38 domów zamieszkanych przez 176 osób, powstało miejskie stowarzyszenie przeciwpożarowe, burmistrzem zostaje po raz pierwszy Niemiec
- 1791 – w Solcu istniała tylko jedna ogólnie dostępna studnia
- 1792 – w wyniku pożaru spłonęły budynki ośmiu obywateli Solca, w tym browar i spichrz
- październik 1794 – do Solca wkroczyły wojska gen. Jana Henryka Dąbrowskiego, w mieście stacjonował gen. Antoni Józef Madaliński, 9 października 1794 r. chcąc zaatakować Toruń, Dąbrowski przeprawił się przez Wisłę w okolicach Solca
- 1800 – zmiana nazwy miasta na Schulitz
- luty 1803 – miasto zatrudniło tzw. pocztowego Michała Mayera, który raz w tygodniu przewoził pocztę do Bydgoszczy i z powrotem
- 1804 – miasto zakupiło sprzęt przeciwpożarowy: dwie sikawki dołączone do pojemników z wodą umieszczanych na wozach
- 1806 – Francuzi złupili miasto, okradli plebanię i proboszcza Wojciecha Czapiewskiego
- 1807–1815 – miasto w Księstwie Warszawskim (po jego likwidacji przez kongres wiedeński miasto powróciło do Prus)
- 1812 – przez Solec i okolice przemaszerowała Wielka Armia – 3. korpus armii marszałka Neya
- 7 lutego 1813 – Solec został zajęty przez wojska rosyjskie, stacjonujące do 1815 (Kozacy i Baszkirowie)
- 1815 – Solec znalazł się ponownie pod zaborem pruskim w Wielkim Księstwie Poznańskim
- 1830–1831 – w Solcu stacjonował regiment piechoty, blokujący granicę z ogarniętym powstaniem listopadowym Królestwen Polskim, jednak 15 kwietnia 1831 grupa polskich ochotników na pięciu wozach przekroczyła Wisłę w okolicy Przyłubia Polskiego
- 1833 – w śródmieściu założono szkołę dla dzieci katolickich, nauczycielem był szewc Orchalski; założenie parafii ewangelickiej
- 1834 – w Solcu mieszkało: 9 szewców, 4 krawców, 3 stolarzy, 2 kowali, 1 ślusarz. W mieście znajdowało się: 9 oberż i 3 sklepy, w tym dwa handlujące drewnem, kilku rybaków, resztę stanowili rolnicy
- 1844–1850 – budowa utwardzonej drogi z Bydgoszczy do Torunia przez Solec
- 25 kwietnia 1847 – zakończono budowę parafii ewangelickiej obecnie Kościół Najświętszego Serca Pana Jezusa
- 1851 – Solec zamieszkiwało 612 osób: 279 katolików, 230 protestantów i 103 wyznania mojżeszowego; w mieście znajdowało się: 59 domów mieszkalnych, 46 stodół i obór,1 browar, 5 spichrzów, domy jednopiętrowe, przeważnie z muru pruskiego i bali, ulice nieregularne i niebrukowane, burmistrzem został Edmund Speiss
- 1852 – kościół ewangelicki otrzymuje dziesięciorejestrowe organy
- 1859 – wielki pożar miasta strawił 12 domów mieszkalnych, 20 chlewów, 2 spichrze i browar; po pożarze zaplanowano nowy układ centrum miasta
- 1861 – Solec zyskał połączenie kolejowe
- 1863 – działające w mieście i okolicy towarzystwo ubezpieczeniowe od ognia (niem. Feuer Societats) liczyło 118 osób
- 16 czerwca-23 października 1863 – w Solcu i okolicach zatrzymano i skonfiskowano co najmniej dziesięć transportów z bronią dla powstania styczniowego

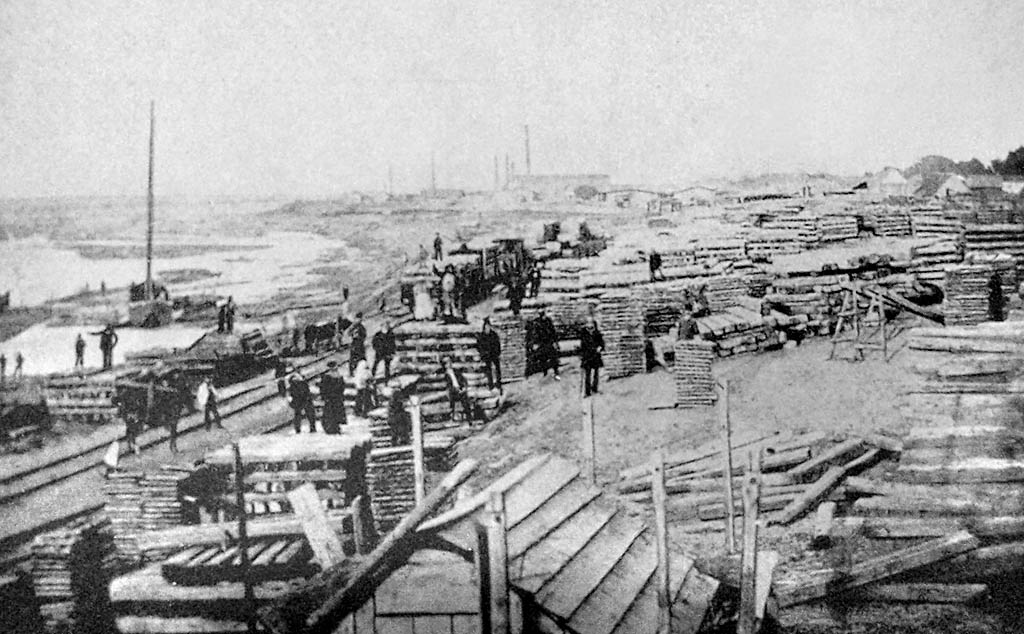
Solecki przemysł drzewny około 1885 roku

- 1866 – w Solcu rozpoczął działalność pierwszy większy zakład przemysłowy – tartak Maria
- 1867 – w Solcu mieszkało 838 osób; 37 zakładów rzemieślniczych (stolarze, krawcy, szewcy, kowale), 7 firm przewozowych, 16 furmanów, 23 szyprów, 8 oberży i 6 sklepów
- 1868 – kościół ewangelicki otrzymał dwa dzwony
- 1871 – w wojnie prusko-francuskiej wzięło udział 56 poborowych z Solca
- 1873 – w Solcu epidemia cholery, na którą zmarło kilkaset osób, w tym ponad 80 flisaków z Królestwa Polskiego; przemysłowiec Rütger z Drezna założył Przedsiębiorstwo Impregnacji Podkładów Kolejowych, Lindau uruchamia tartak; Dyrekcja Kolei Wschodnich rozpoczyna budowę bocznicy kolejowej do Wisły
- 20 kwietnia 1874 – utworzono szkołę powszechną przy ul. Breitestraße (dziś ul. Kościuszki)
- 29 marca 1878–1885 – burmistrzem zostaje Ludwik Seiler
- 25 stycznia 1885 – zebranie założycielskie Towarzystwa śpiewu w Solcu (niem. Gesangverein zu Schulitz) – chóru żeńskiego, do którego wstąpiły 94 panie
- 1885 – w Solcu osiadł na stałe lekarz, założono pierwszą aptekę
- 1 lipca 1885 – 2 lipca 1909 – burmistrzem Solca jest Heinrich Teller
- 20 marca 1886 – w Solcu powstała Ochotnicza Straż Pożarna
- 1891 – w Solcu mieszka 2370 osób
- 19 stycznia 1891 – oddano do użytku nowy ratusz
- 1891–1903 – budowa zabytkowej kamienicy przy ul. 23 Stycznia 13, w której obecnie mieści się Zespół Szkół Ogólnokształcących i Zawodowych w Solcu Kujawskim
- 1894 – rozbudowa kościoła ewangelickiego m.in. o wieżę wysoką na 37 metrów
- 1894–1897 – w Solcu ukazywała się gazeta Schulitzer Zeitung
- 19 grudnia 1897 – spłonął dom modlitwy w Otorowie
- 18 października 1898 – herb miasta zostaje przyjęty przez zgromadzenie Rady Miasta
- 1901 – uruchomiono w Solcu centralę telefoniczną, początkowo na 20 numerów
- 7 września 1902 – rozpoczęło działalność Bractwo Strzeleckie (niem. Schutzengilde zu Schulitz), przewodniczącym wybrano burmistrza Tellera, zrzeszało członków z Solca i okolic, a także z innych miejscowości jak Nakło czy Unisław, skupiało Niemców, Polaków i Żydów, początkowo zawody odbywały się w lokalu Krügera przy ul. Dworcowej

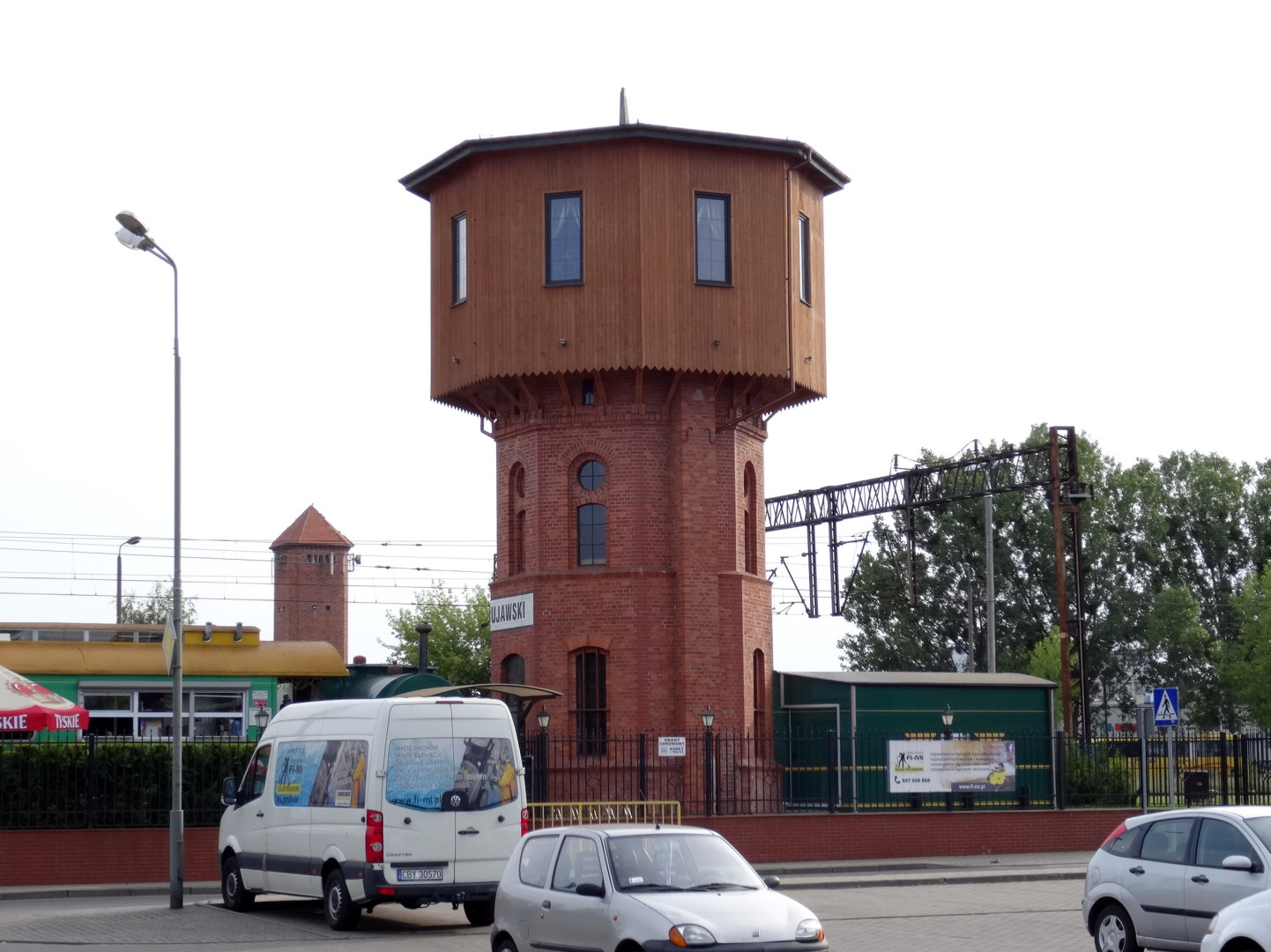
Kolejowa wieża ciśnień

- 1902–1914 – budowa „strzelnicy” – siedziby Bractwa Strzeleckiego
- 1903–1906 – położono 1200 m kanalizacji
- 1904 – w Solcu rozpoczęło działalność Społeczne Towarzystwo Budowlane, którego prezesem był burmistrz Teller
- 1905 – w mieście działało koło nr 9 polskiej organizacji „Straż”
- 1906 – zakończono budowę rzeźni miejskiej
- 1907 – Solec liczył 4300 mieszkańców; uruchomiono miejską gazownię; zamknięto stary kościół katolicki; firma Lindaua zaczęła budowę domów dla pracowników
- 10 lipca 1909 – w prowizorycznej kaplicy odprawił swoją mszę prymicyjną pierwszy pochodzący z Solca kapłan ksiądz Ildefons Nowakowski
- 25 listopada 1909 – rozebranie grożącego zawaleniem, drewnianego kościoła parafialnego, na miejscu którego stoi dziś kościół św. Stanisława
- 29 listopada 1909 – 19 stycznia 1920 – burmistrzem Artur Roesler
- 2 sierpnia 1910 – 1 listopada 1912 – budowa murowanego kościoła św. Stanisława i jego poświęcenie
- 1912 – w mieście działa Towarzystwo Obywatelskie („Bürger Verein”); powstaje polskie Towarzystwo Mężczyzn im. Serca Jezusowego
- styczeń 1912 – w wyborach do parlamentu polski kandydat dr Piskorski zdobył w Solcu tylko 52 głosy (6%)
- 28 grudnia 1913 – wystawienie w „Domu Katolickim” „Jasełek” Lucjana Rydla – prawdopodobnie pierwsza polska impreza kulturalna w Solcu
- 1914 – po wybuchu I wojny światowej większość poborowych z Solca służyło w 49. zapasowym pułku piechoty, skierowanym na front wschodni
- 1918 – w Solcu stacjonował nakielski oddział Grenzschutzu, trwają prześladowania mieszkańców Solca bez względu na narodowość, dochodzi prawie do otwartej wojny pomiędzy mieszkańcami a żołnierzami
- październik 1918 – proboszczem soleckim został Jan Klein
- listopad 1918 – w Solcu powstała Rada Robotnicza i Żołnierska, na której czele stanął miejscowy działacz socjalistyczny Gustaw Gerth, został on dokooptowany na członka magistratu
- 1919 – powstało Towarzystwo Śpiewu „Moniuszko”
- styczeń 1919 – po wybuchu powstania wielkopolskiego wprowadzono zakaz rozmów telefonicznych po polsku, nie doręczano korespondencji, na której były polskie nazwy miejscowości
- 17 sierpnia 1919 – w Solcu powstało Towarzystwo Gimnastyczne „Sokół” z prezesem Bolesławem Maternickim na czele
- 19 stycznia 1920 – oddział 3 Pułk Ułanów Wielkopolskich dowodzony przez płk. Mosiewicza wkracza do Solca; niemieckie władze miasta przekazują symboliczne klucze do miasta władzom polskim, Jan Klein wszedł do kolegium magistratu, a następnie został mianowany komisarycznym burmistrzem; dotychczasowy niemiecki burmistrz Roesler nadal był zatrudniany jako urzędnik
- 14 sierpnia 1920 – wojewoda poznański i starosta bydgoski mianowali nowych członków magistratu i Tymczasowej Rady Miejskiej, zastępcą burmistrza został kupiec Jan Kentzer, ławnikami aptekarz Bolesław Maternicki, księgarz Herman Lange i sekretarz Gustaw Gerth, radnymi zostali: właściciel tartaku Bruno Haase, urzędnik stanu cywilnego Stanisław Lewandowski, kupiec Józef Pflaum, mistrz murarski Robert Schiller, rybak Jan Olkiewicz, rolnik Wilhelm Krakau, kupiec Andrzej Borkowski, zegarmistrz Max Biernatzki, robotnik Max Komorski
- wrzesień 1920 – ks. Jan Klein został przeniesiony przez władze duchowne do Bydgoszczy i zrezygnował z funkcji burmistrza
- styczeń 1921 – miasto przejęło na własność gazownię miejską od firmy A. Klönne z Dortmundu
- 20 marca 1921 – nowym komisarycznym burmistrzem Solca został wybrany Teofil Pepliński z Chełmży
- 30 marca 1921 – na cmentarz przy kościele św. Stanisława przeniesiono zwłoki powstańców wielkopolskich – Michała Dyrdy z Jaksic oraz Franciszka Piotrowskiego z Pęchowa, poległych pod Chrośną w walkach z niemieckim Grenzschutzem
- 1922 – Solec przystąpił do Polskiego Banku Komunalnego, na czele Koła Muzycznego „Harmonia” prezes Stanisław Długi, sekretarzem Andrzej Mulkowski, skarbnikiem i dyrygentem – Franciszek Jagielski; otwarto polską szkołę katolicką na toruńskim przedmieściu; założono Grupę Związku Inwalidów Wojennych Rzeczypospolitej Polskiej
- 9 lipca 1922 – w Solcu odbył się zjazd X Okręgu Kół Śpiewaczych
- 23 sierpnia 1922 – spłonął jeden z tartaków Wegnera, wielu robotników straciło pracę, tartak odbudowano
- 26 września 1922 – w Solcu gościła wystawa pływająca na Wiśle
- 6 grudnia 1922 – Solec wizytował Prymas Polski kard. Edmund Dalbor
- marzec-październik 1923 – budowa aresztu policyjnego
- 30 maja 1923 – otwarcie i poświęcenie promu
- 2 lipca 1923 – rozpoczęła działalność ochronka prowadzona przez siostry zakonne
- 1924–1937 – w mieście działa garbarnia Ernesta Hofbauera (w tych latach Hofbauer był właścicielem garbarni – zakład nie zaprzestał działalności w 1937)
- 28–29 marca 1924 – wielka powódź zniszczyła m.in. dwa tartaki firmy Wegner oraz tory nad Wisłą
- 3 sierpnia 1924 – w Solcu z krótką wizytą przebywał prezydent Stanisław Wojciechowski
- sierpień 1924 – założenie klubu sportowego Unia
- 2 grudnia 1924 – dodanie przymiotnika Kujawski do nazwy miasta
- 1925 – Solec liczył 4400 mieszkańców; położono kanalizację przy ul. Dworcowej (dziś ul. 23 Stycznia); uruchomiono tartak „Wiślanej Spółki Drzewnej”, rozpoczęto budowę fabryki konserw; początek rozbudowy strzelnicy przez Bractwo Strzeleckie
- 28–29 czerwca 1925 – obchody 600- lecia nadania Solcowi praw miejskich, głównym organizatorem Bractwo Kurkowe
- 4 sierpnia 1926 – powstał w Solcu Kujawskim Związek Strzelecki
- 1927 – Towarzystwo Powstańców i Wojaków liczy 102 członków i podejmuje się budowy strzelnicy i boiska sportowego w parku miejskim; odnowienie kościoła ewangelickiego i zawieszenie tam dwóch tablic z nazwiskami 207 poległych w czasie I wojny światowej
- kwiecień 1929 – przy soleckim Towarzystwie Powstańców i Wojaków utworzono orkiestrę dętą liczącą 20 muzyków
- 1930 – powstanie przy kościele św. Stanisława chóru św. Cecylii
- 1932 – jednostka otrzymała pierwszy samochód przystosowany do przewożenia ludzi i sprzętu, który z małymi przerwami służył do wybuchu II wojny światowej.
- do 1935 – działała Komisja Opieki Społecznej, udzielająca bezrobotnym i ich rodzinom pomocy żywnościowej i pieniężnej, prowadząca akcję dożywiania dzieci szkolnych z ubogich rodzin (ćwierć litra mleka oraz dwie bułki), działało też Biuro Pośrednictwa Pracy
- 1 kwietnia 1935 – gmina zbiorowa Solec składała się z ok. 20 wsi w 12 gromadach
- 6 marca 1938 – Stanisław Wojtaszek prezesem soleckiego „Sokoła”
- 27 marca 1939 – umundurowani członkowie soleckich organizacji, m.in.: Związku Strzeleckiego, Towarzystwa Gimnastycznego „Sokół”, Towarzystwa Powstańców i Wojaków, wzięli udział w wielkiej manifestacji antyhitlerowskiej w Bydgoszczy
- 3 września 1939 – w wyniku niemieckiego nalotu w Solcu zginął por. Czesław Kobos z 62. pp. i nieznany szeregowy
- wrzesień 1939 – na polach bitew kampanii wrześniowej zginęli mieszkańcy Solca, m.in.: Piotr Babiński, Jan Banaszak, Jan Socha, Edward Grill, Jan Rojewski, Jan Siemieniuch, Kazimierz Piotrowski, Jan Żółtowski
- wrzesień – listopad 1939 – kilkudziesięciu solecczan zostało zamordowanych przez należących do Selbstschutzu miejscowych Niemców
- 10 kwietnia 1940 – w lesie katyńskim zostają zastrzeleni strzałami w tył głowy por. Zdzisław Gierliński (nauczyciel ze wsi Kabat), por. Henryk Hoffman (pracownik Komunalnej Kasy Oszczędności) i Franciszek Korbik (komendant policji w Solcu Kujawskim w latach 1922–1924)
- 23 stycznia 1945 – do miasta wkroczyły oddziały 2. Korpusu Kawalerii Gwardii oraz 47 Armii wchodzącej w skład I Frontu Białoruskiego Armii Czerwonej, co zakończyło okres okupacji niemieckiej
- 24 stycznia 1945 – na stanowisko tymczasowego burmistrza powołano Teofila Chwarczyńskiego, a przewodniczącym Rady Miejskiej został ks. Franciszek Hanelt
- początek 1945 – na stanowisko I Sekretarza PPR powołano Franciszka Danielaka, a posterunek Milicji Obywatelskiej zorganizowali Andrzej Kostanecki i Andrzej Poznański
- 19 lutego 1945 – otwarto Publiczną Szkołę Powszechną nr 1 przy ul. Kościuszki 19, naukę rozpoczęło 318 uczniów pod opieką dwóch nauczycielek
- 1945–1949 – kierownikiem szkoły nr 1 Teodor Jaskólski
- 1945 – Zakład Kolejowy – Nasycalnia Podkładów wznowił działalność; powstały Biblioteka Miejska w Solcu i Biblioteka Gminna
- 1 sierpnia 1946 – otwarto Państwowe Zakłady Samochodowe nr 5 (późniejsze KZNS), w uroczystości uczestniczył premier Rządu Tymczasowego Edward Osóbka-Morawski
- 1946 – przy PZS nr 5 powstaje Klub Sportowy Wicher
- 1947 – na miejscu dawnego tartaku powstają warsztaty mechaniczne (późniejszy ZREMB)
- 1948 – KS Wicher i KS Unia łączą się tworząc Klub Sportowy Związku Zawodowego Kolejarzy Kolejarz
- listopad 1948 – powstał Bank Spółdzielczy w Solcu Kujawskim
- 1949 – siostry zakonne odsunięto od prowadzenia ochronki, która została zamieniona na Państwowe Przedszkole nr 1
- 20 sierpnia 1951 – w więziennym szpitalu w Grudziądzu umiera dwudziestodwuletnia solecczanka Danuta Mrzyk
- 1952 – powstało przedsiębiorstwo Centralne Warsztaty Sprzętu Budownictwa Miejskiego, które weszło w skład Zjednoczenia ZREMB
- 1953 – wychowanek Wichru i Unii Efrem Wylangowski w barwach OWKS Bydgoszcz wywalczył brązowy medal na mistrzostwach Polski w boksie
- 1954 – uruchomiono produkcję w Zakładach Produkcji Elementów Budowlanych
- 1955 – piłkarze Unii Solec Kujawski po raz pierwszy awansowali do klasy A.
- 1957 – na wniosek prezesa Władysława Kamieniarza zarząd klubu podjął decyzję o powrocie do dawnej nazwy. Od tego roku Unia stała się Komunikacyjnym Klubem Sportowym
- 1959 – wielki pożar w Nadleśnictwie Solec, dla specjalistów usuwających szkody po pożarze zbudowano budynek hotelowy
- 1961 – na miejscu zlikwidowanej Garbarni powstał zakład wchodzący w skład Pomorskich Zakładów Przemysłu Skórzanego Kobra
- 1962 – na terenie dawnego tartaku powstało Przedsiębiorstwo Zaopatrzenia Rolnictwa i Gospodarki Żywnościowej Zarol; powołano przy MRN Zakład Gospodarki Komunalnej i Zakład Gospodarki Mieszkaniowej
- 3 października 1962 – z inicjatywy pracowników KZNS powołano SM „Transportowiec”
- 1 września 1963 – rozpoczyna działalność Technikum Mechaniczne dla Pracujących kształcące techników budowlanych
- 1964 – powstała orkiestra dęta OSP Solec Kujawski
- 1965 – rozpoczęcie budowy Szkoły Podstawowej nr 4
- 1967 – wybudowano salę gimnastyczną przy Zespole Szkół Zawodowych
- 1968 – piłkarze Unii wywalczyli pierwszy w historii awans do ligi okręgowej
- 1973 – patronem soleckiego liceum został Mikołaj Kopernik; scalenie Biblioteki Miejskiej i Biblioteki Gminnej w Bibliotekę Miejsko-Gminną
- 2 marca 1973 – powołano Zarząd Miejski Straży Pożarnej, któremu podlegały Straż Pożarna Miejska, Straż Ochotnicza we wsi Chrośna oraz straże zakładowe w Nasycalni PKP, ZREMB, Kobrze i KZNS
- 1973–1986 – wybudowano 449 mieszkań w domkach jednorodzinnych
- 1974 r. – powołano Społeczny Komitet Budowy Domu Kultury
- 1975 r. – rozpoczęto budowę Domu Kultury
- 1977 – powstała koszykarska drużyna seniorów
- 1981 r. – nadleśnictwo przeniesione z Rud do Solca
- 1984–1987 – SM Transportowiec wybudowała na Osiedlu Toruńskim 8 bloków z 355 mieszkaniami
- 3 września 1985 – w byłym klubie ZSMP Tęcza w parku miejskim powstało Przedszkole nr 4

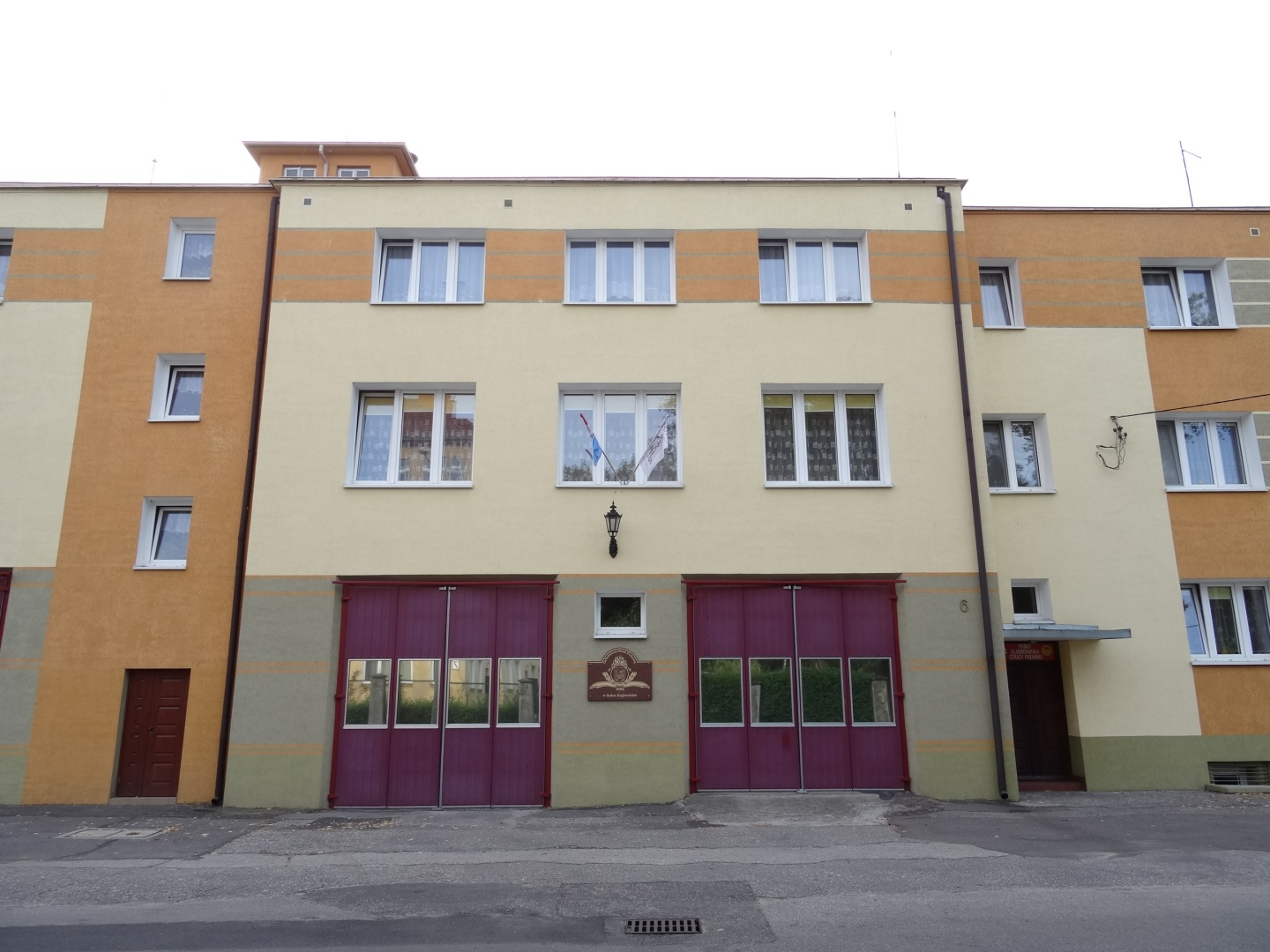
Ochotnicza Straż Pożarna w Solcu Kujawskim

- 1986 – do remizy dobudowano piętro. Z okazji 100-lecia Zarząd Główny ZOSP odznaczył sztandar OSP złotym znakiem związku.
- 24 maja 1986 – rozpoczęcie budowy Przedszkola nr 5
- 8 października 1986 – otwarto Solecki Dom Kultury
- 1986–1990 – modernizacja stadionu KS Unia
- 1991 – zakłady Kobra przekształcają się w Soleckie Zakłady Obuwia Solmark
- 1995 – utworzono sekcję ratownictwa wodnego
- 1996 – powstała przy klubie sekcja jeździecka
- 1999 – podczas zebrania sprawozdawczo-wyborczego został ustalony nowy statut klubu, w którym powrócono do historycznej nazwy Klub Sportowy „Unia” – usuwając z nazwy przymiotnik „Komunikacyjny”

- 4 września 1999 – uruchomienie Radiowego Centrum Nadawczego i wizyta Prezydenta RP Aleksandra Kwaśniewskiego[9]
- 25 sierpnia 2000 – otwarcie Ośrodka Sportu i Rekreacji w Solcu Kujawskim
- 2005 – powstanie Parku Przemysłowego
- 27 kwietnia 2006 – inauguracja działalności Inkubatora Przedsiębiorczości w soleckim Parku Przemysłowym
- 22 września 2006 – otwarcie pierwszego w powiecie parku wodnego
- 1 maja 2008 – otwarcie parku jurajskiego
- 12 marca 2009 – otwarcie Muzeum Solca im. księcia PrzemysłaTunel pod LK18 i rondo im. burmistrza Antoniego Nawrockiego

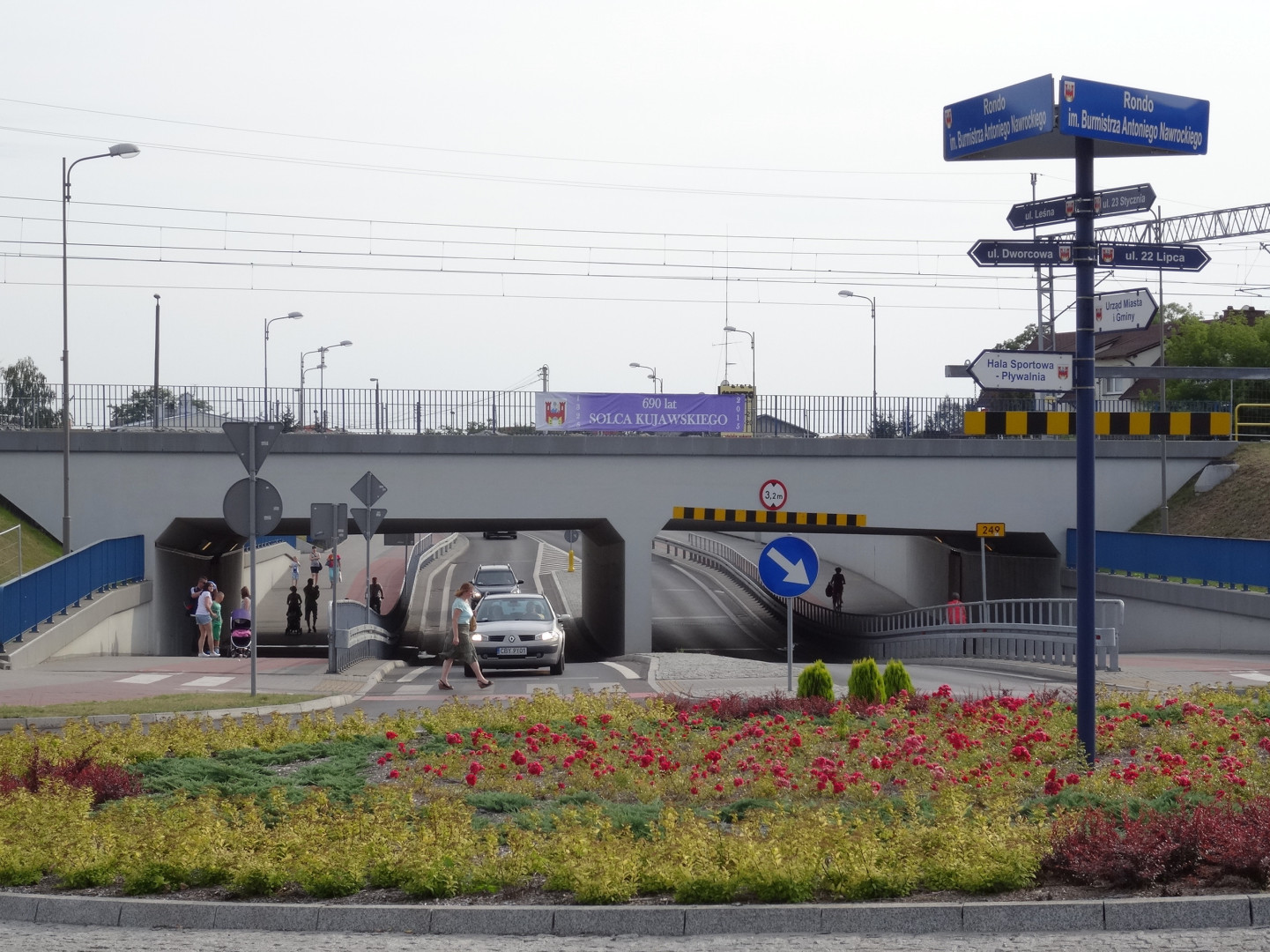
Tunel pod LK18 i rondo im. burmistrza Antoniego Nawrockiego

- 26 marca 2009 – Uchwała nr XXIV/198/09 Rady Miejskiej w Solcu Kujawskim w sprawie utworzenia Publicznej Szkoły Muzycznej I stopnia
- 1 września 2009 – rozpoczęcie działalności dydaktycznej Publicznej Szkoły Muzycznej I stopnia
- 20 listopada 2009 – pierwsza turbina wiatrowa nad Wisłą
- 8 grudnia 2011 – zmarł burmistrz Antoni Nawrocki[10]
- 1 czerwca 2013 – zmiana nazwy Publicznej Szkoły Muzycznej I stopnia w Solcu Kujawskim na: Szkoła Muzyczna I stopnia im. Fryderyka Chopina w Solcu Kujawskim
- wrzesień 2013 – otwarcie tunelu kolei metropolitarnej BiT City[11][12]
- 16 czerwca 2016 – otwarcie nowego dworca i Punktu Obsługi Pasażerów[13]
- 29 kwietnia 2023 – otwarcie przeprawy promowej do Czarnowa[14]

## Demografia
Według danych z 31 grudnia 2015 miasto zamieszkiwało 16 257 mieszkańców. Dane z 31 grudnia 2015 (według faktycznego miejsca zamieszkania):
| Opis                              | Ogółem | Ogółem | Kobiety | Kobiety | Mężczyźni | Mężczyźni |
| --------------------------------- | ------ | ------ | ------- | ------- | --------- | --------- |
| Jednostka                         | osób   | %      | osób    | %       | osób      | %         |
| Populacja                         | 16 257 | 100    | 8424    | 51,8    | 7833      | 48,2      |
| Gęstość zaludnienia [mieszk./km²] | 844    | 844    | 437,2   | 437,2   | 406,8     | 406,8     |

- Piramida wieku mieszkańców Solca Kujawskiego w 2017[16]

## Związki wyznaniowe
Patronem miasta jest Stanisław ze Szczepanowa. Większość mieszkańców Solca Kujawskiego stanowią katolicy. Na terenie miasta działalność religijną prowadzi także Zbór Kościoła Ewangelicznych Chrześcijan – protestancka wspólnota o charakterze ewangelikalnym, doktrynalnie zbliżona do wyznania mennonitów, którzy zamieszkiwali miasto w XVII i XVIII wieku oraz zbór Świadków Jehowy.
Kościół Ewangelicznych Chrześcijan
- Zbór Kościoła Ewangelicznych Chrześcijan w Solcu Kujawskim[17]

Kościół rzymskokatolicki
- Parafia św. Stanisława Biskupa i Męczennika[18]
- Parafia Nawrócenia św. Pawła w Solcu Kujawskim[19]
- Parafia Najświętszego Serca Pana Jezusa[20]
- Parafia bł. Michała Kozala[21]

Świadkowie Jehowy
- Zbór Świadków Jehowy, Sala Królestwa (ul. Graniczna 7)[22]

## Zabytki
- Kościół św. Stanisława
- Kościół Najświętszego Serca Pana Jezusa
- Ratusz miejski
- Kamienica przy ul. 23 Stycznia 13 – obecnie Zespół Szkół Ogólnokształcących i Zawodowych w Solcu Kujawskim
- XIX-wieczne budynki stacji kolejowej

Wybrane zabytki miasta
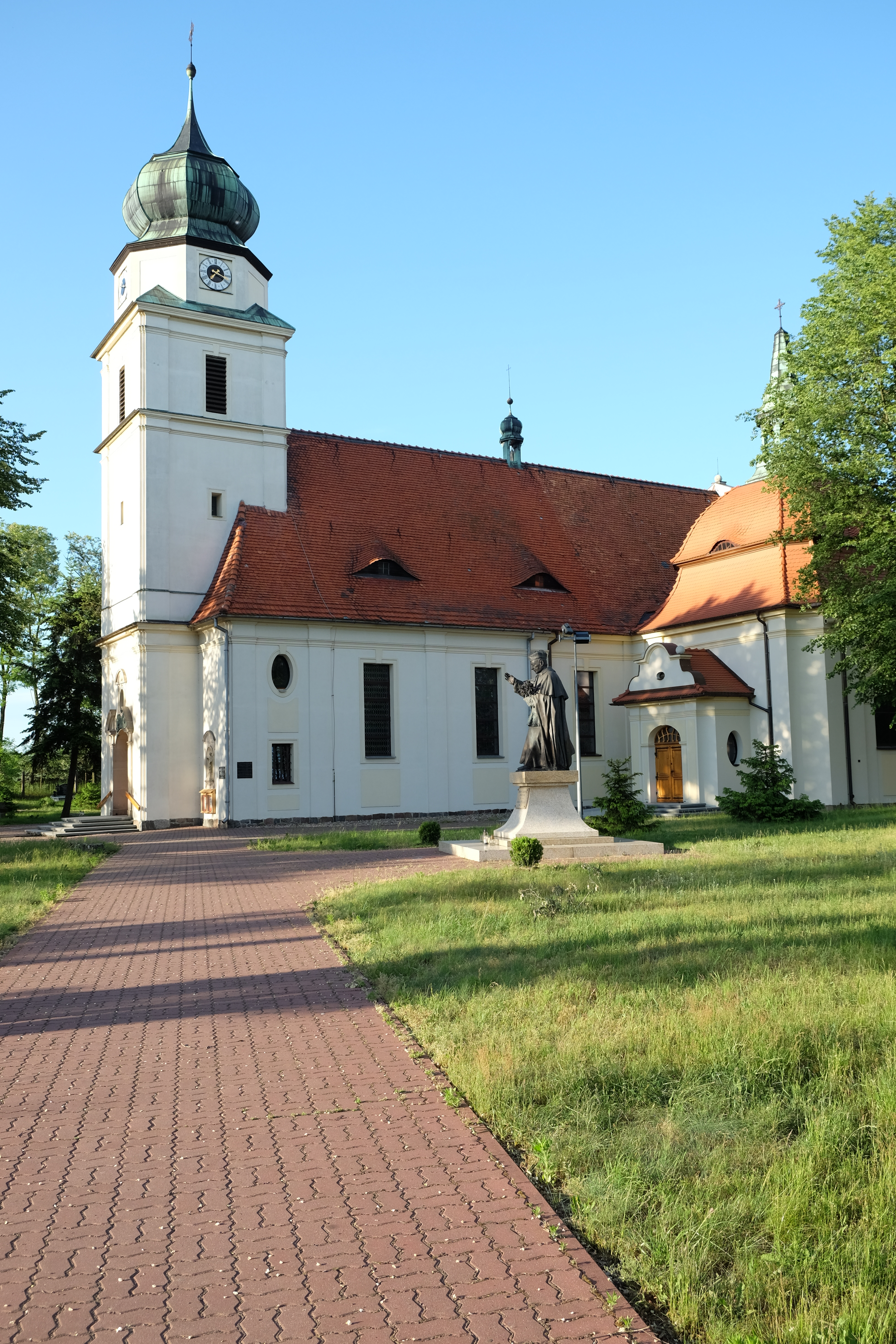
Kościół św. Stanisława Biskupa i Męczennika
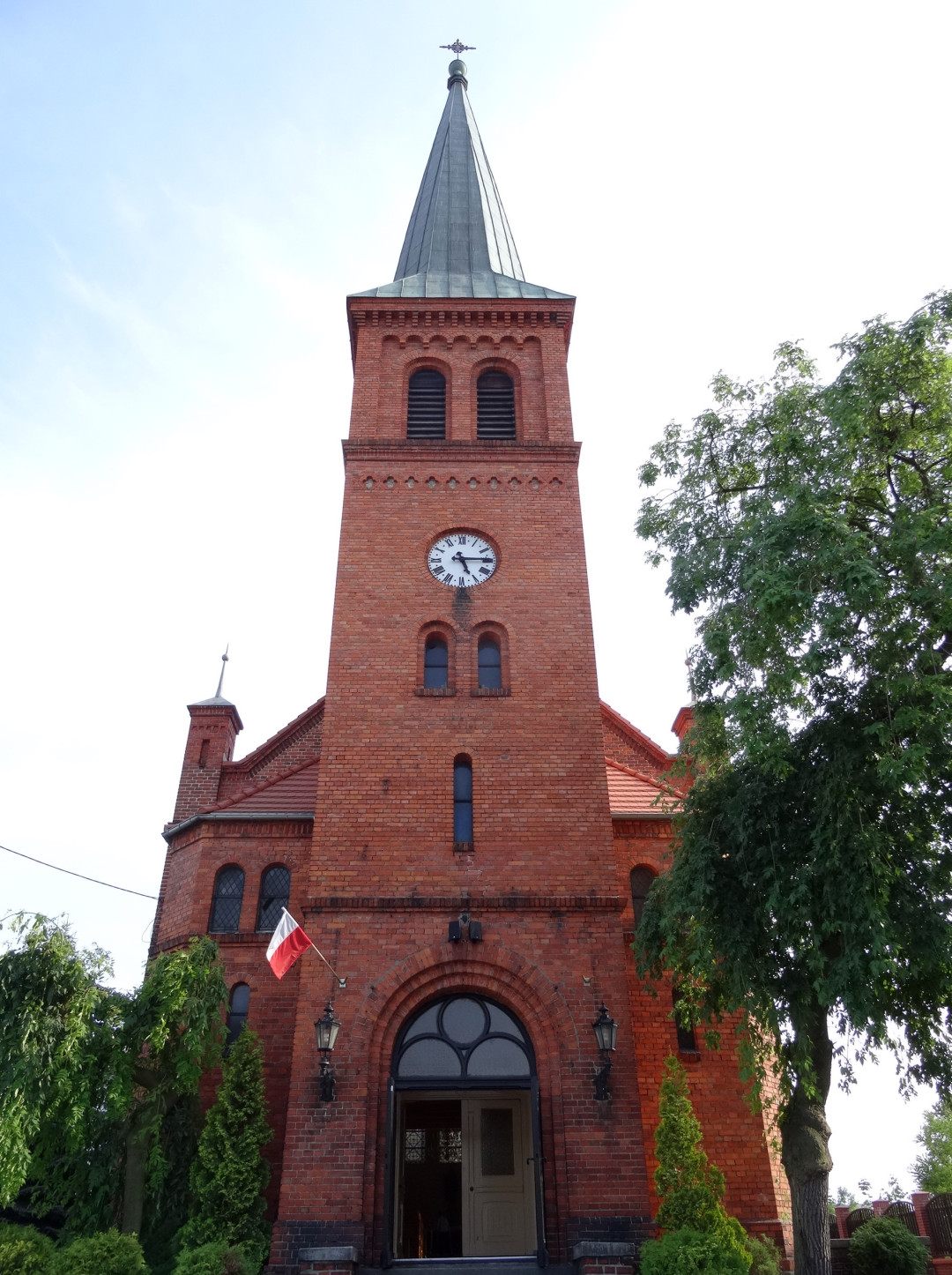
Kościół Najświętszego Serca Pana Jezusa
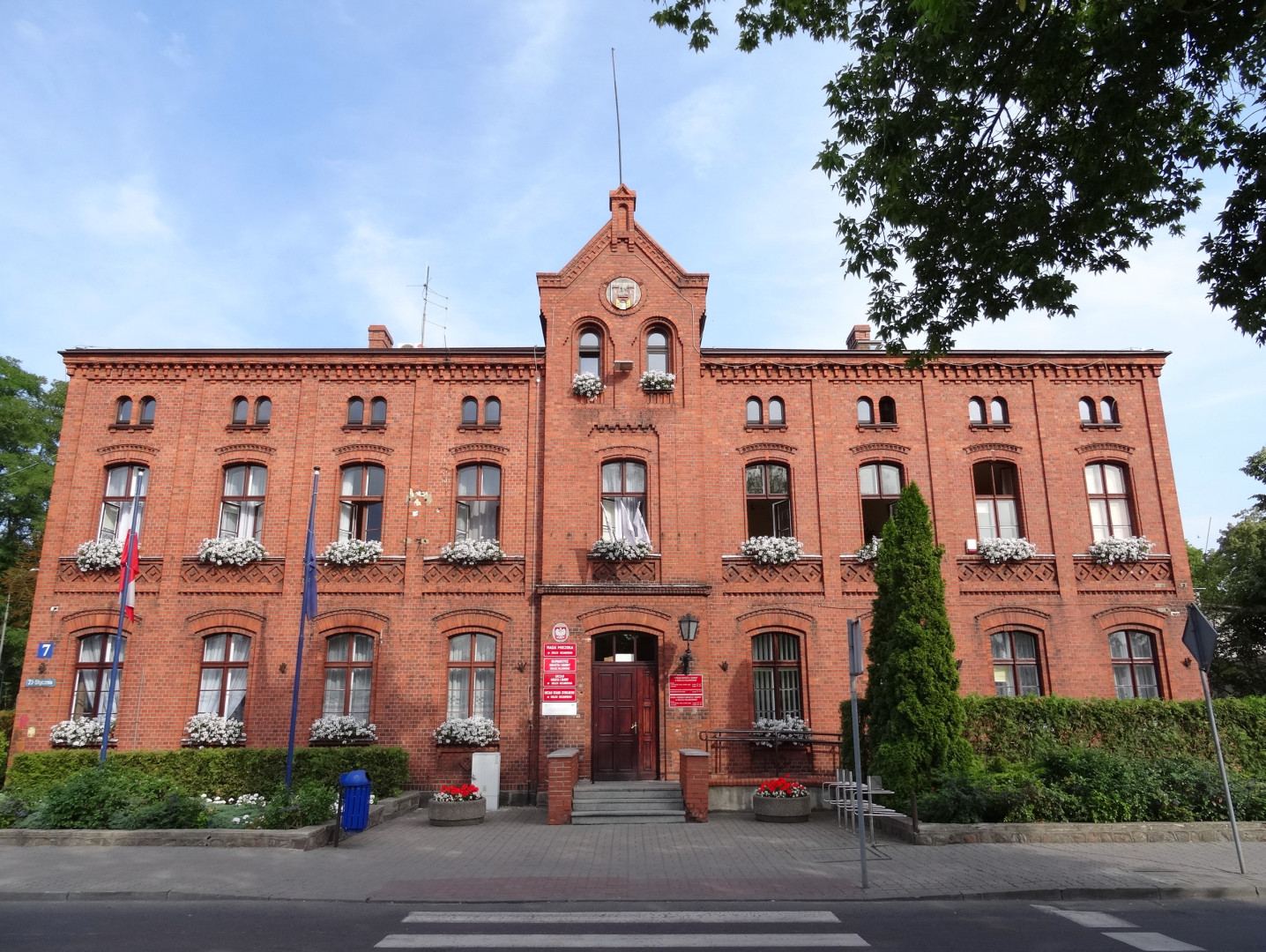
Ratusz miejski
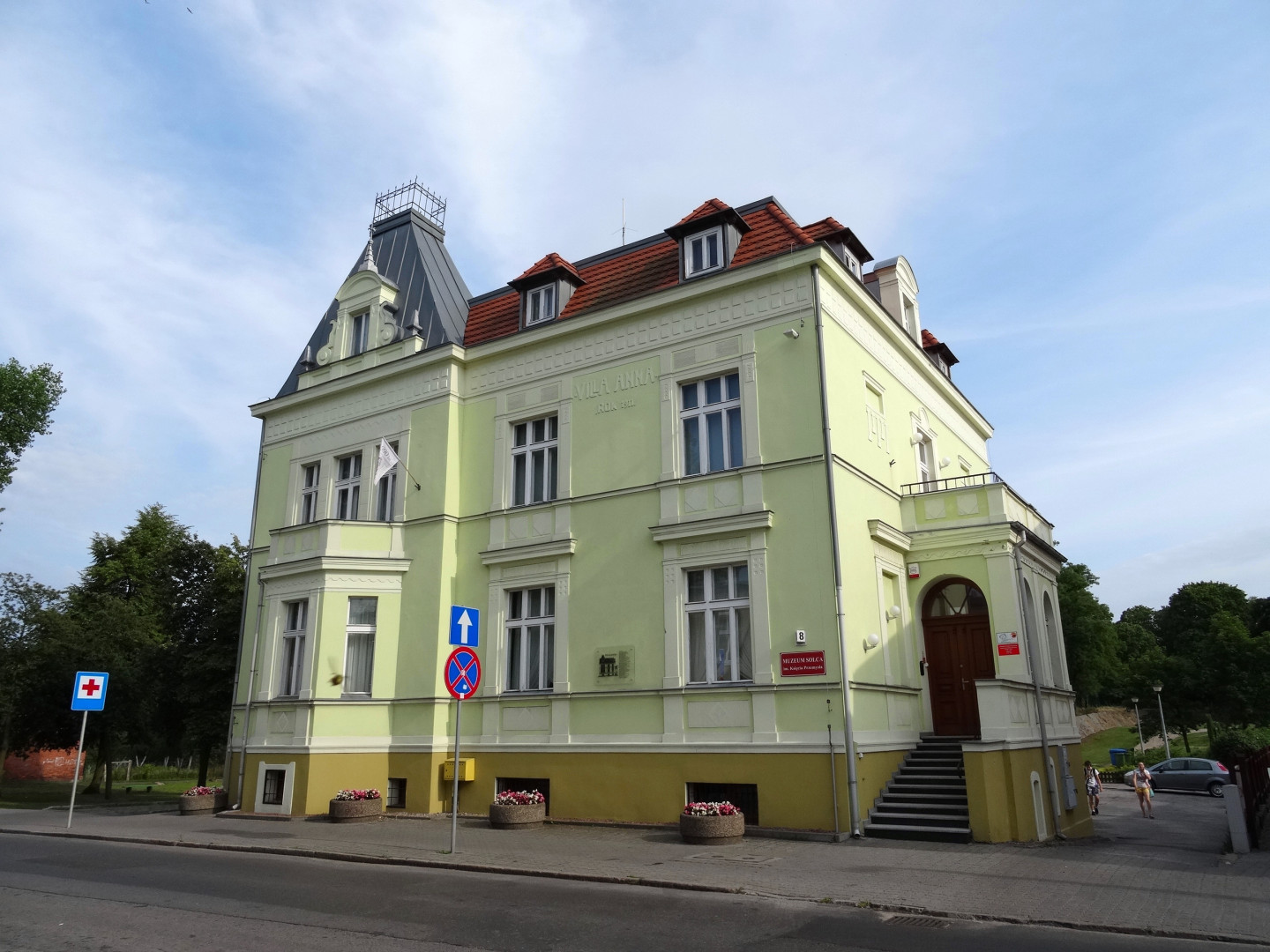
Willa Anna

Pomniki
- Pomnik Strzelca Kurkowego – ze strzelbą na czarny proch w dłoniach, wykonany z brązu przez rzeźbiarza Zbigniewa Dolskiego z Gąsawy i odsłonięty 25 maja 2019 przy ul. Sportowej w Parku Miejskim, w pobliżu dawnej strzelnicy z 1903, rozbudowanej w 1925; upamiętnia on działalność Kurkowego Bractwa Strzeleckiego, funkcjonującego w l. 1920–1939 i od 2006[23][24]
- Pomnik Karola Klimczaka
- Pomnik Powstańców Wielkopolskich
- Pomnik pamięci walczących o wolność
- Pomnik Stefana Wyszyńskiego
- Pomnik świętego Jana Pawła II

Wybrane pomniki miasta
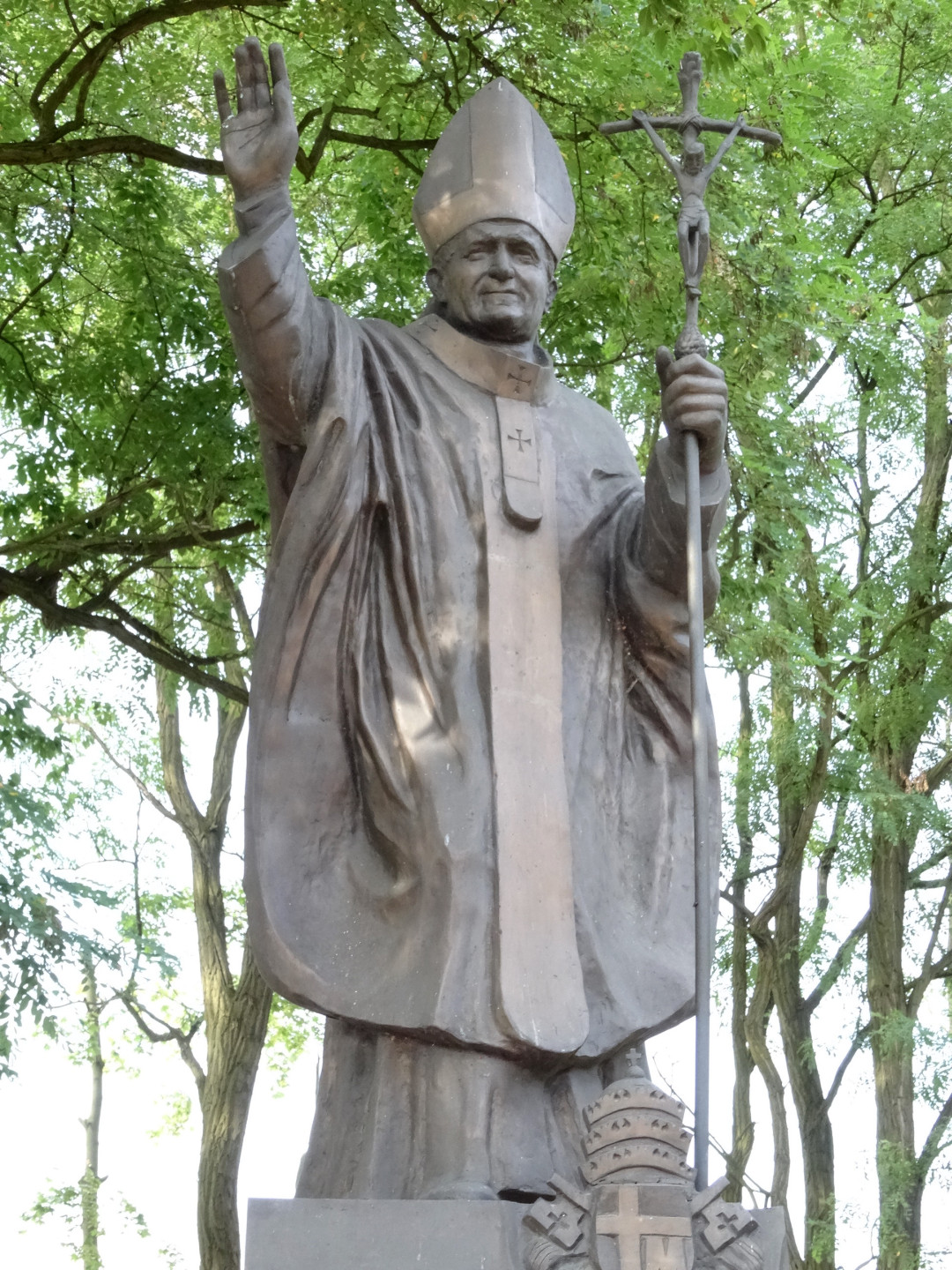
Pomnik Jana Pawła II
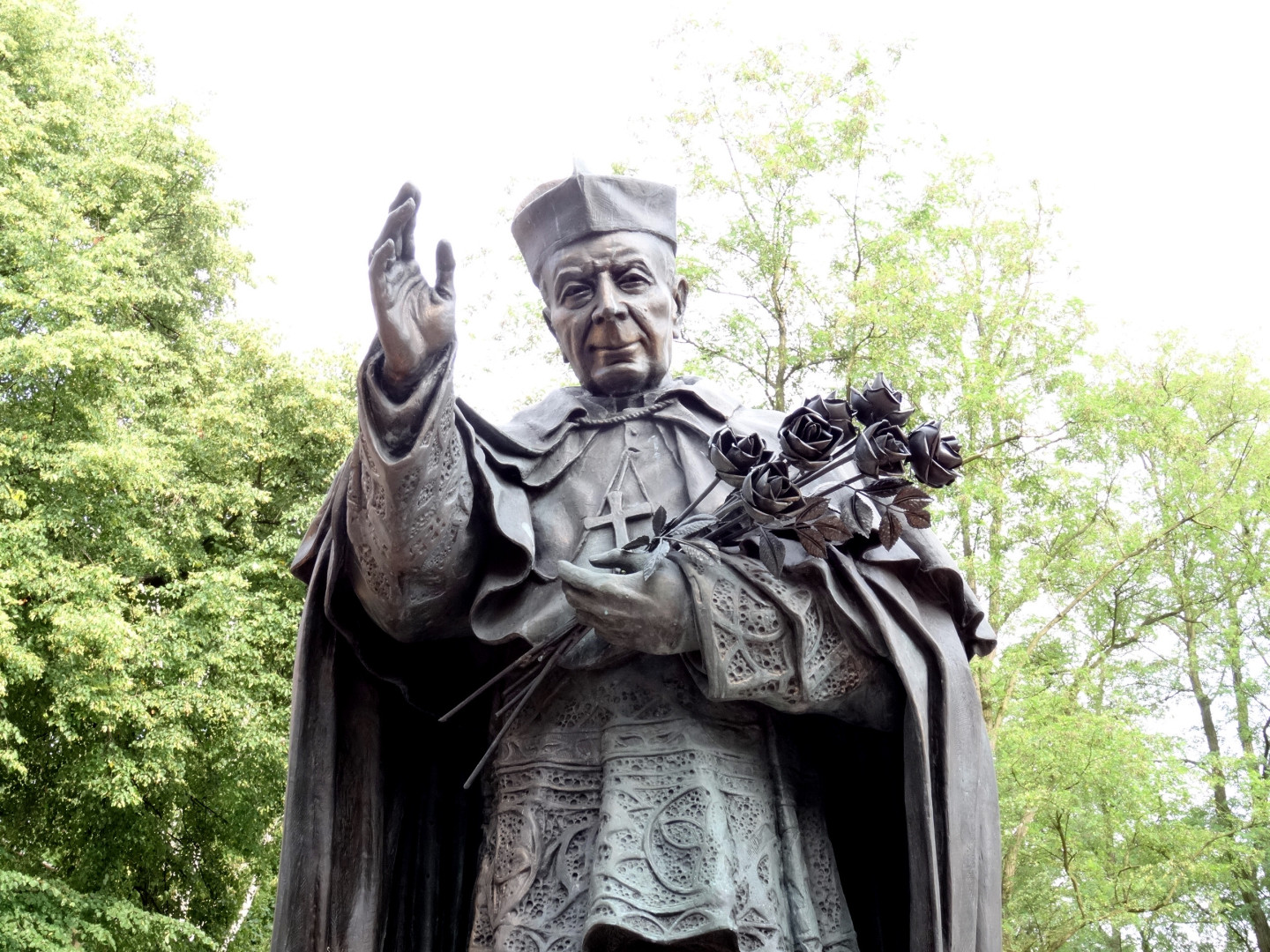
Pomnik Stefana Wyszyńskiego
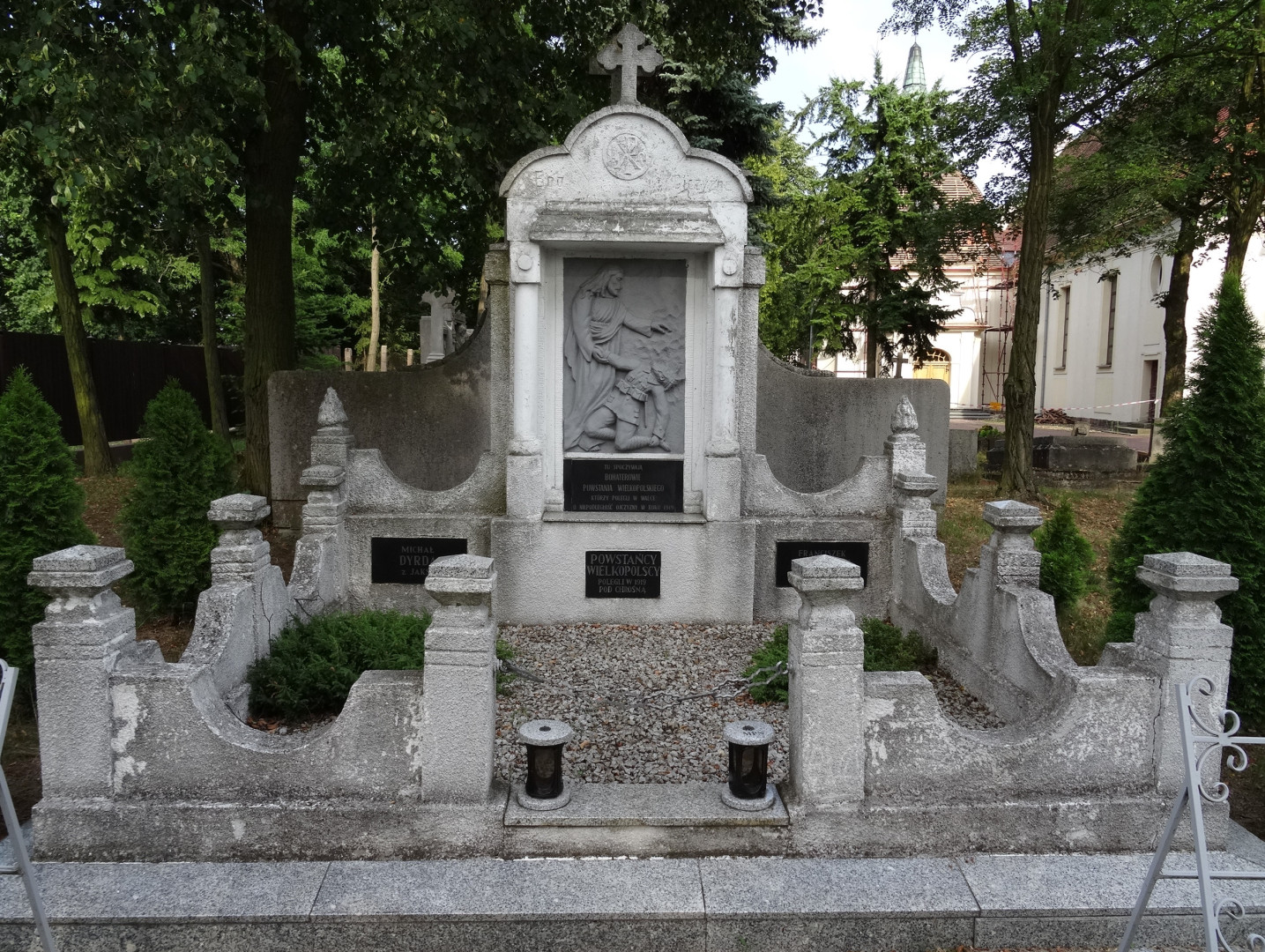
Pomnik Powstańców Wielkopolskich
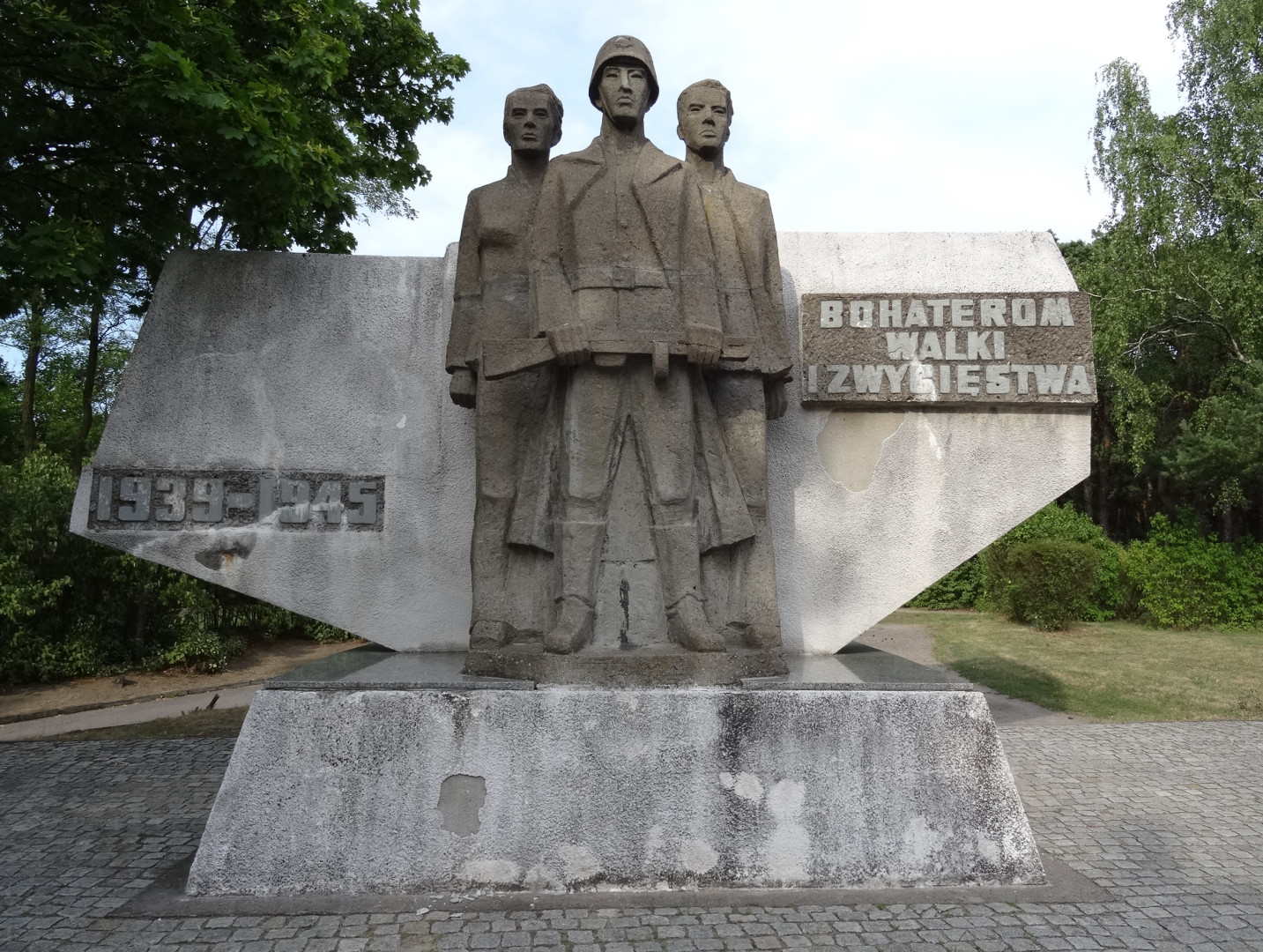
Pomnik Wyzwolenia
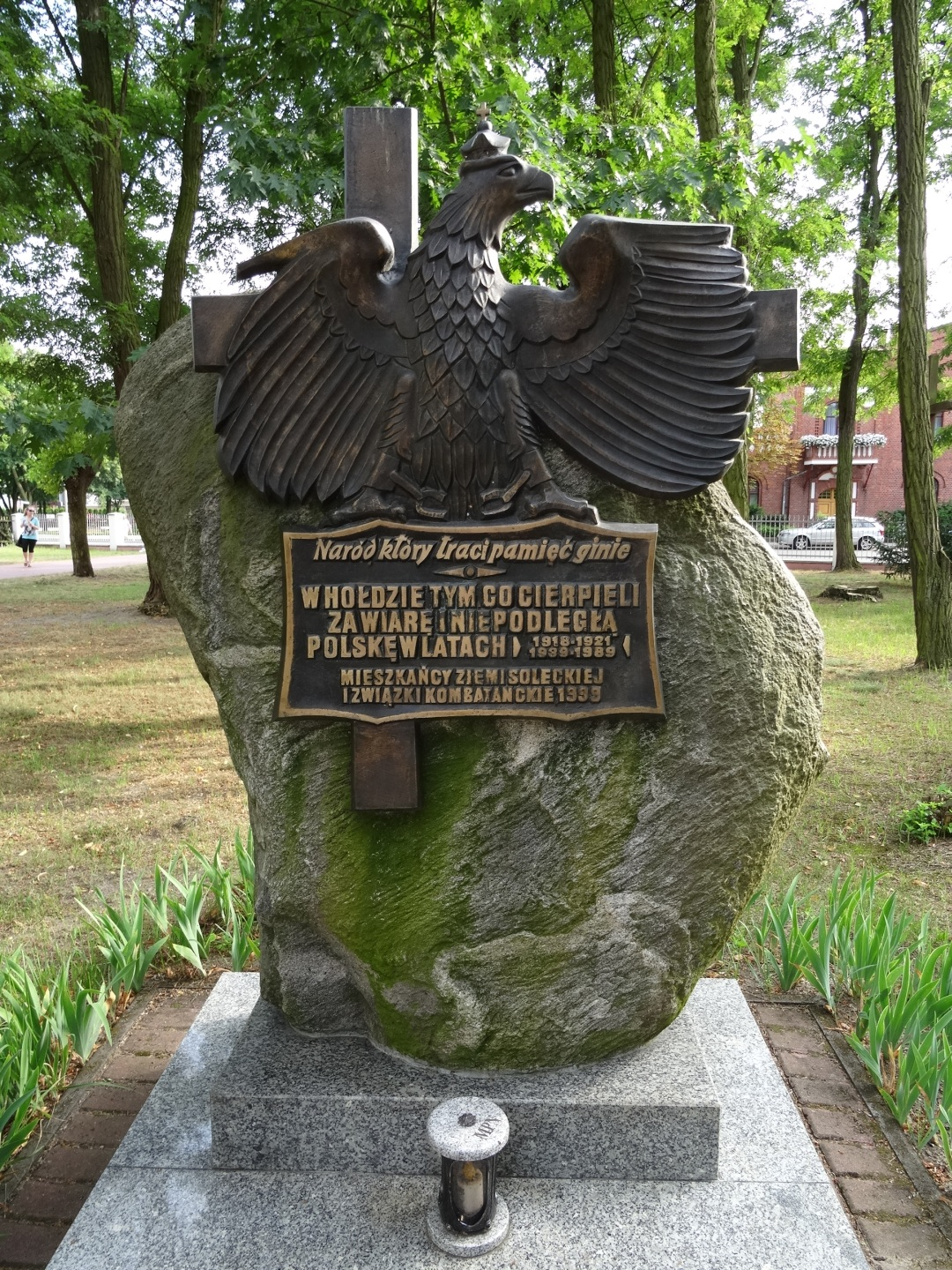
Pomnik Wolności
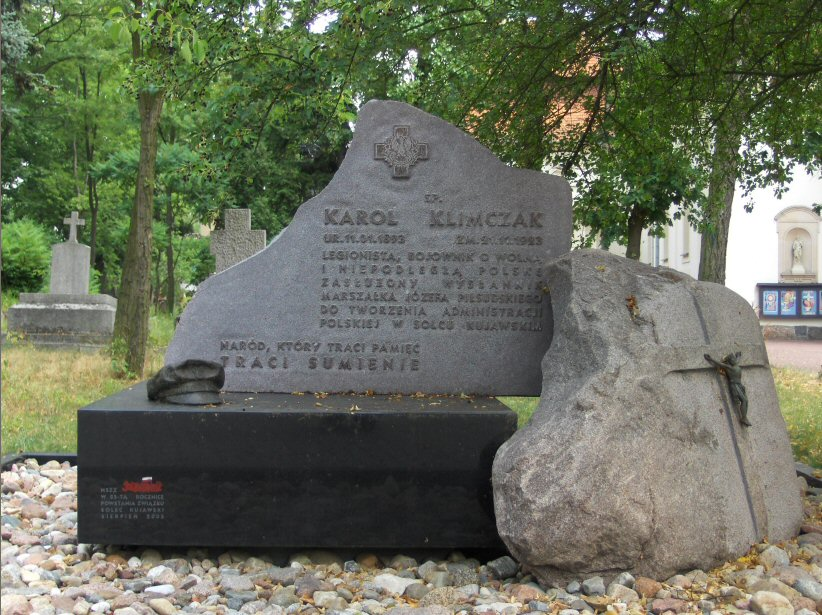
Pomnik Karola Klimczaka

## Turystyka
- Pozostałości osadnictwa olęderskiego na terenach wsi Otorowo i Przyłubie
- Obszar chronionego krajobrazu Wydm Kotliny Toruńskiej i pomniki przyrody – m.in. okazałe topole oraz inne elementy krajobrazu nadwiślańskiego
- Cmentarz menonicko-ewangelicki w Przyłubiu
- JuraPark Solec – modele około 100 dinozaurów naturalnej wielkości; na jego terenie znajduje się Muzeum Ziemi im. Karola Sabatha oraz plac zabaw dla dzieci
- Muzeum Solca im. księcia Przemysła – muzeum regionalne, ekspozycja stała dotyczy historii Solca Kujawskiego i okolic od okresu prehistorycznego aż po wiek XX
- Muzeum Ochotniczej Straży Pożarnej

Szlaki turystyczne
- Solec Kujawski – Przyłubie (pieszy) na trasie: Bydgoszcz – Solec Kujawski, dł: 10,5 km
- Bydgoszcz Glinki – Solec Kujawski, szlak Komputerków (pieszy) na trasie: Bydgoszcz – Stryszek – Piecki – Jezioro Jezuickie – dawna wieś Łażyn (miejsce narodzin 7 września 1919 bł. Czesława Jóźwiaka) – Solec Kujawski, dł: 30 km
- Solec Kujawski – Przyłubie (im. T. Dolczewskiego, pieszy) na trasie: Solec Kujawski – Przyłubie, dł: 15 km
- Wokół Solca Kujawskiego (Martyrologii Sołecczan, szlak pieszy) na trasie: Okolice Solca Kujawskiego, dł: 8 km
- Rowerowy szlak “Świadkowie Historii” na trasie: Solec Kujawski – Chrośna – Solec Kujawski, dł: 40 km

## Gospodarka
Dawniej miasto było znanym oraz ważnym ośrodkiem przemysłu drzewnego. W mieście prosperuje wiele przedsiębiorstw z najprzeróżniejszych branż. Jest to w sumie prawie 1500 podmiotów zarejestrowanych w ewidencji działalności gospodarczej (ok. 97% to prywatne). Na obszarze miasta i gminy funkcjonuje co najmniej 30 przedsiębiorstw mających podstawowe znaczenie dla miejscowego rynku pracy.
Do najważniejszych przedsiębiorstw zalicza się:
| Przedsiębiorstwo    | Krótki opis |
| ------------------- | --- |
| Solbet              | największy producent betonu komórkowego w Polsce; produkcja i sprzedaż materiałów budowlanych (beton komórkowy, stropy Teriva, chemia budowlana (m.in. kleje budowlane), tynki szlachetne itp.)                                                              |
| Solbus              | produkcja, sprzedaż i serwis autobusów średniej pojemności marki Solbus; produkcja minibusów we współpracy z Busmarket |
| ZNS (daw. KZNS)     | naprawa autobusów, modernizacja autobusów, naprawa silników, poprawa estetyki zewnętrznej i wewnętrznej pojazdów, sprzedaż części nowych i po regeneracji |
| KMW Engineering     | produkcja, sprzedaż, montaż i serwis urządzeń i systemów wentylacyjnych oraz klimatyzacyjnych |
| Drobex              | wytwarzanie mięsa drobiowego i jego przetworów (szynki, bliki, kiełbaski, parówki, pasztety), drobiowych wyrobów wędliniarskich; sprzedaż na rynku krajowym; zakład produkcyjny znajduje się przy skrzyżowaniu DW397 z DK10, a także przy Parku Przemysłowym |
| Pasaco              | produkcja i przetwarzanie papieru (papier powlekany i samokopiujący, rolki kasowe, składanki komputerowe do drukarek igłowych), papier do drukarek atramentowych oraz etykiety samoprzylepne                                                                 |
| Klimat Solec        | kompleksowa obsługa w zakresie projektu, dostaw, montażu i serwisu produkowanych przez to przedsiębiorstwo systemów wentylacyjnych |
| Autos               | jeden z największych dystrybutorów części zamiennych do pojazdów ciężarowych w Polsce; usługi naprawcze, sprzedaż samochodów ciężarowych; przedsiębiorstwo zlokalizowane jest w Parku Przemysłowym (główny magazyn i centrala)                               |
| Granit              | kamieniarstwo; jedno z największych przedsiębiorstw kamieniarskich w Polsce; ul. Toruńska oraz Park Przemysłowy |
| Alco                | produkcja i montaż schodów drewnianych, usługi stolarskie |
| P.P.H. Master Sp.J. | producent i dostawca dla przemysłu mięsnego |

Łącznie w wyżej wymienionych przedsiębiorstwach zatrudnionych jest ponad połowa wszystkich pracujących mieszkańców Solca Kujawskiego. Część z nich posiada własną sieć kooperantów na terenie całego województwa, a często również poza nim (przykładowo Autos ma ponad 80 oddziałów poza Solcem Kujawskim na terenie kraju i poza jego granicami).

Gospodarka w Solcu Kujawskim
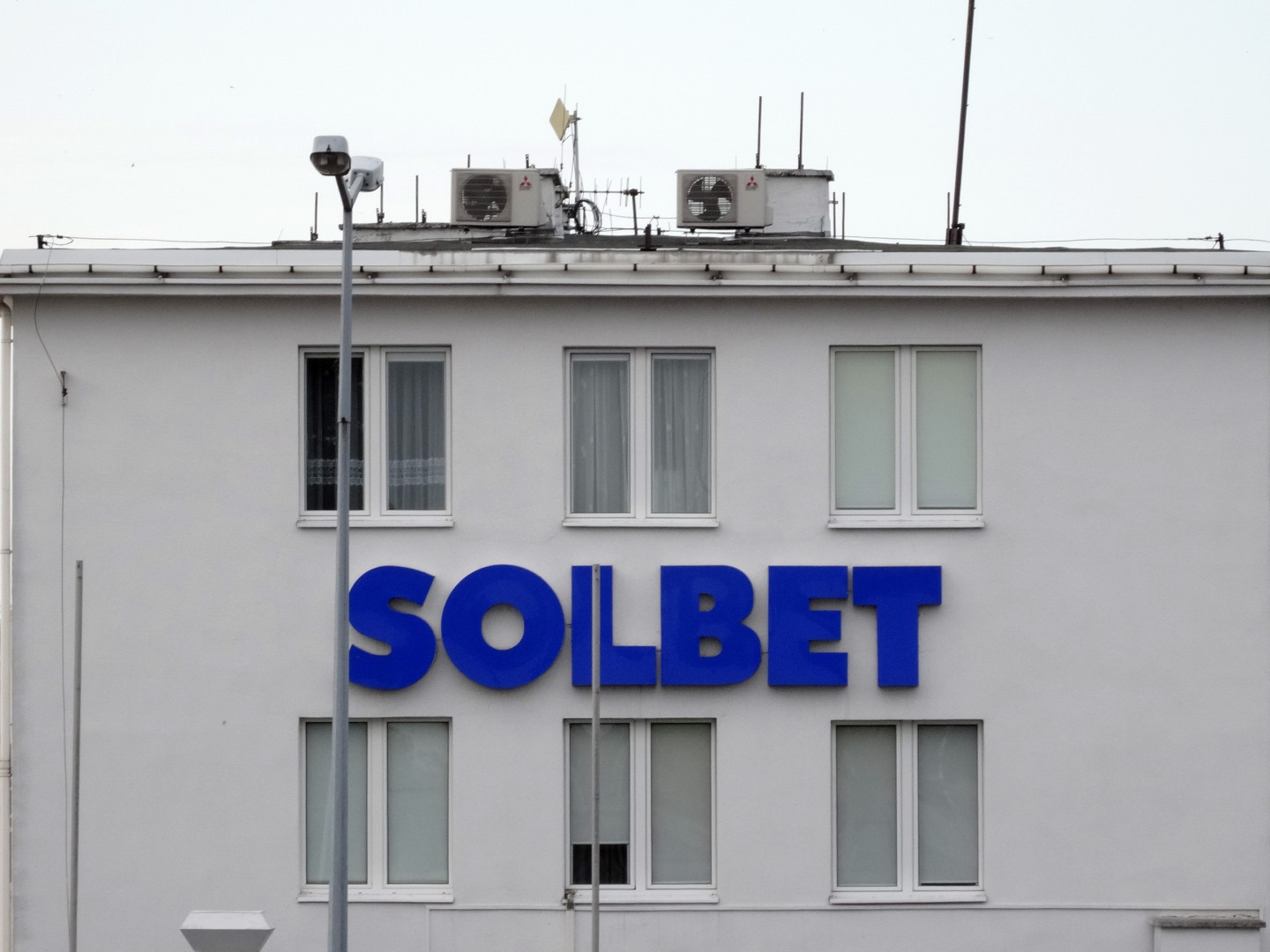
Solbet
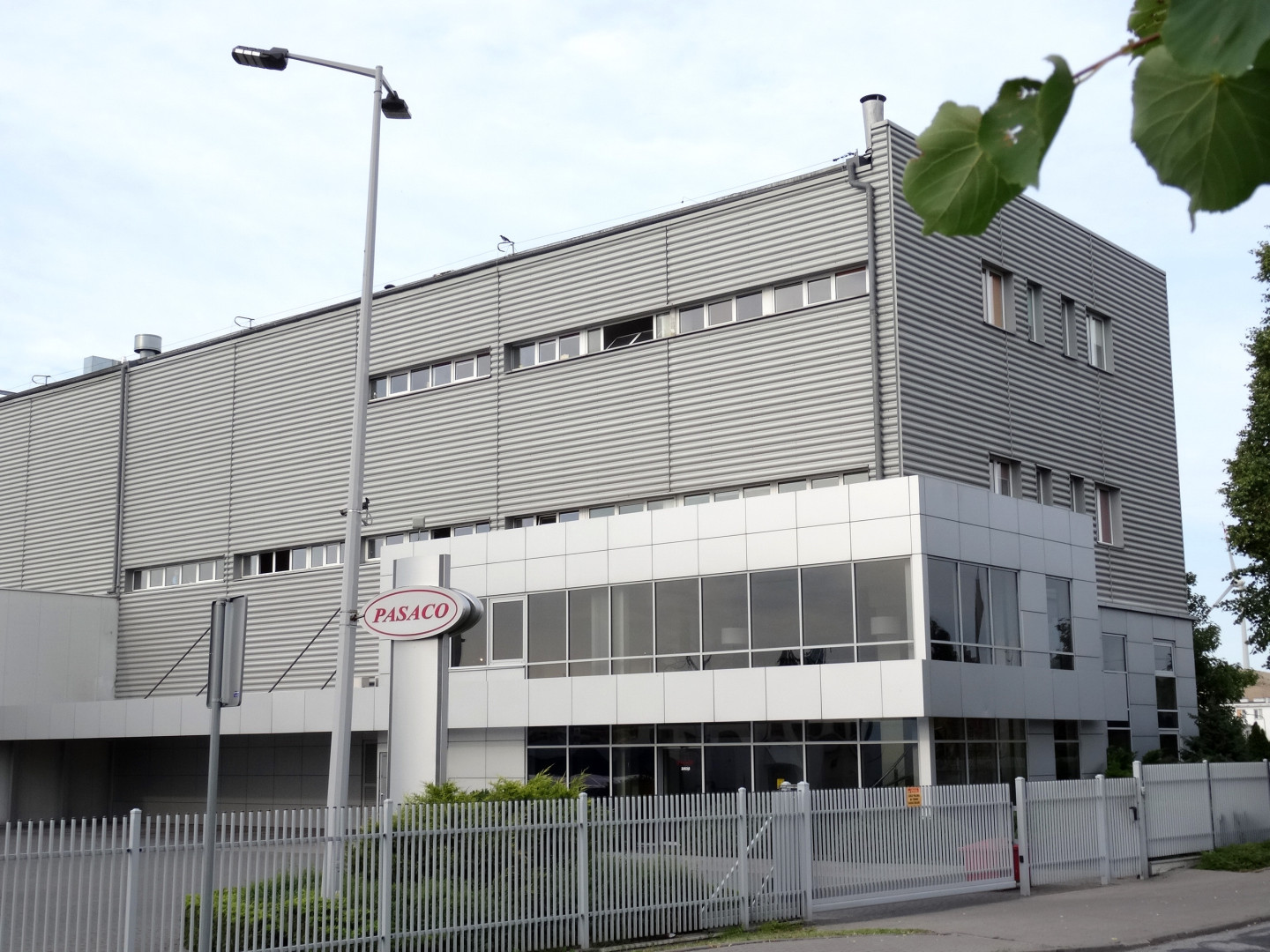
Pasaco
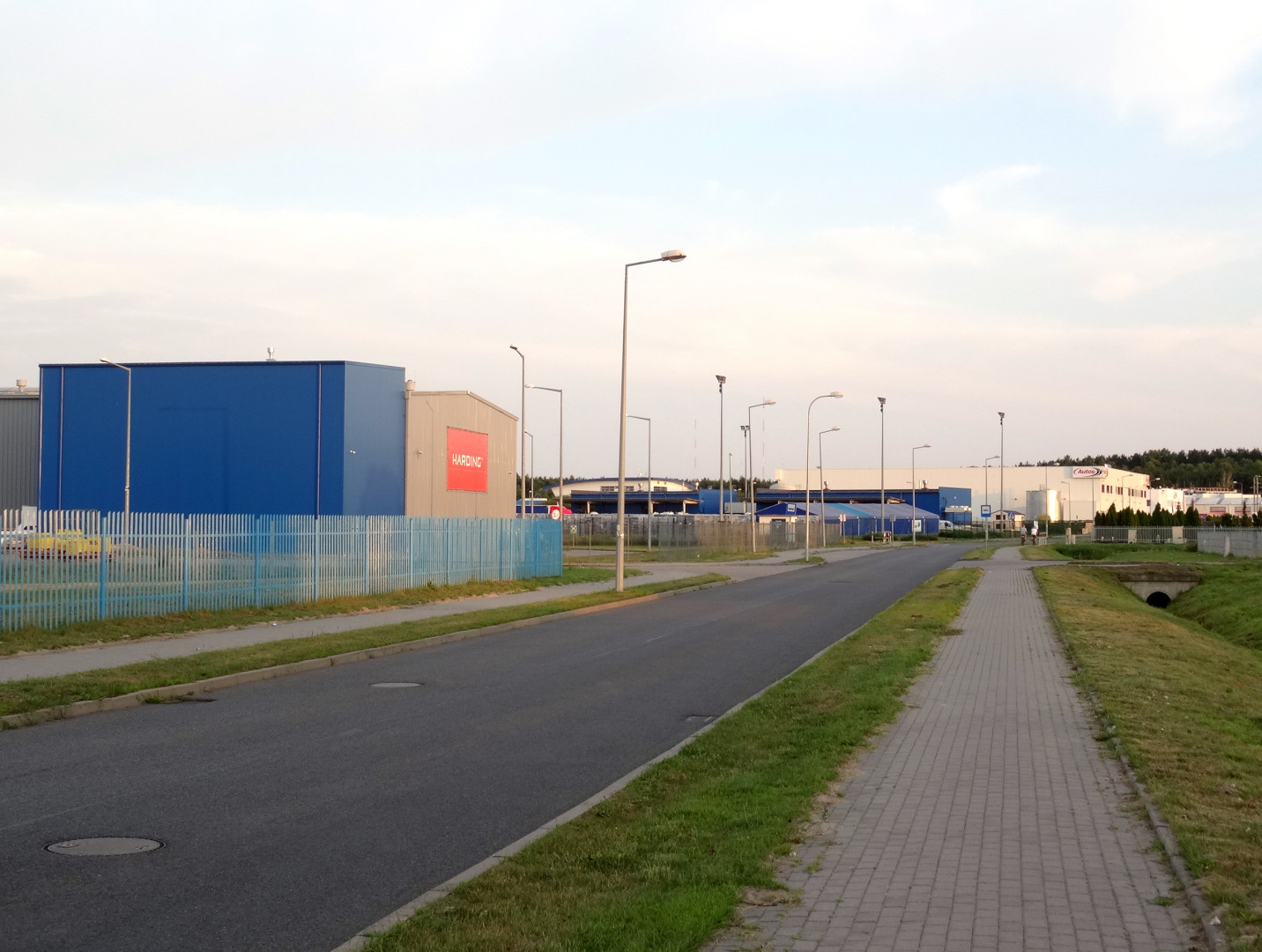
Park Przemysłowy
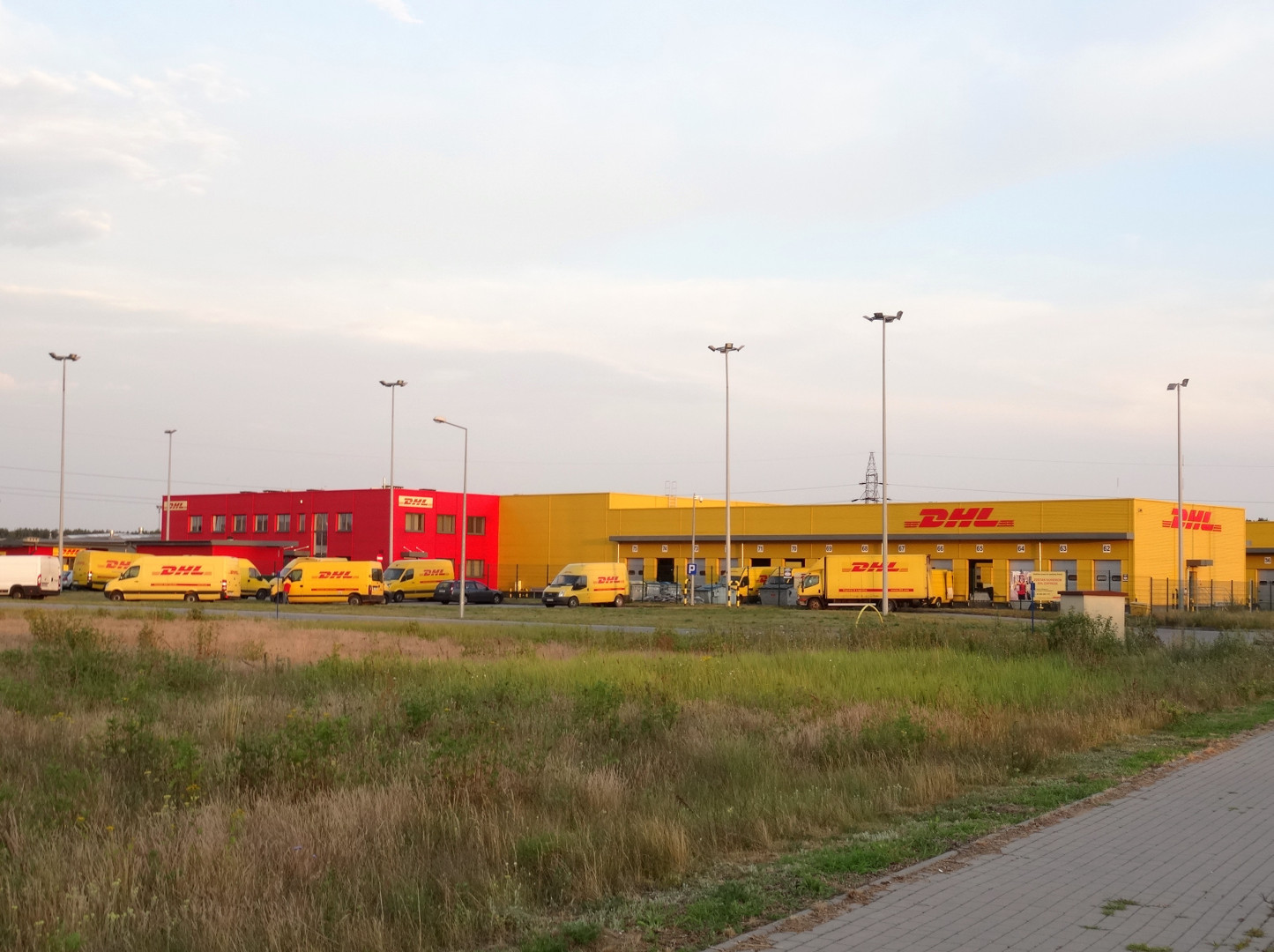
DHL Express oddział
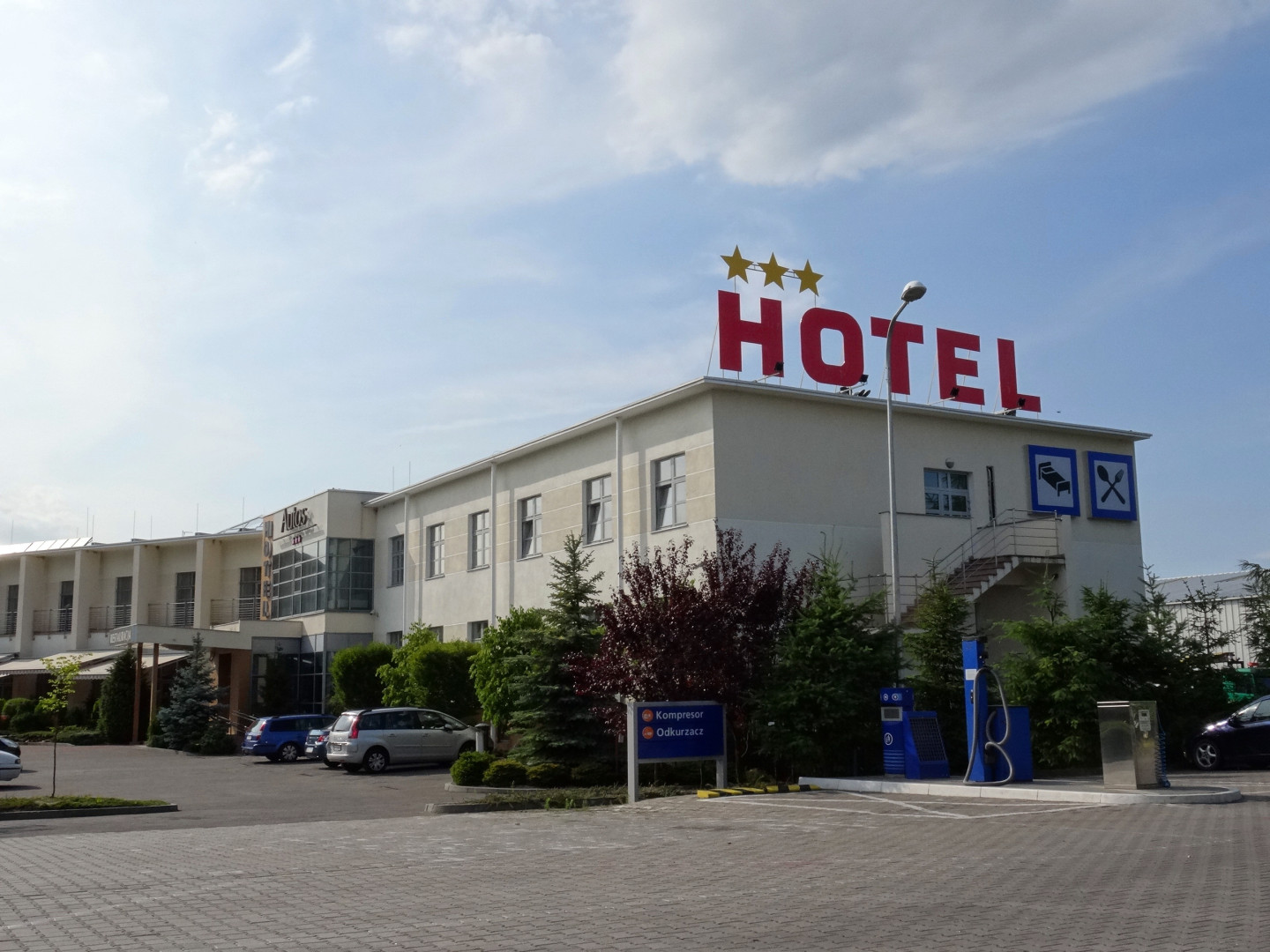
Hotel Autos

Park Przemysłowy w Solcu Kujawskim ma powierzchnię 36,3 ha i najprawdopodobniej największą inwestycją gminy ostatnich lat – 29 z 36,3 hektarów obszary tego przeznaczone jest pod inwestycje związane z powstawaniem szeregu małych i średnich przedsiębiorstw dających nowe miejsca pracy. Inwestycja ta współfinansowana jest przez struktury Unii Europejskiej w ramach programów PHARE.

## Transport

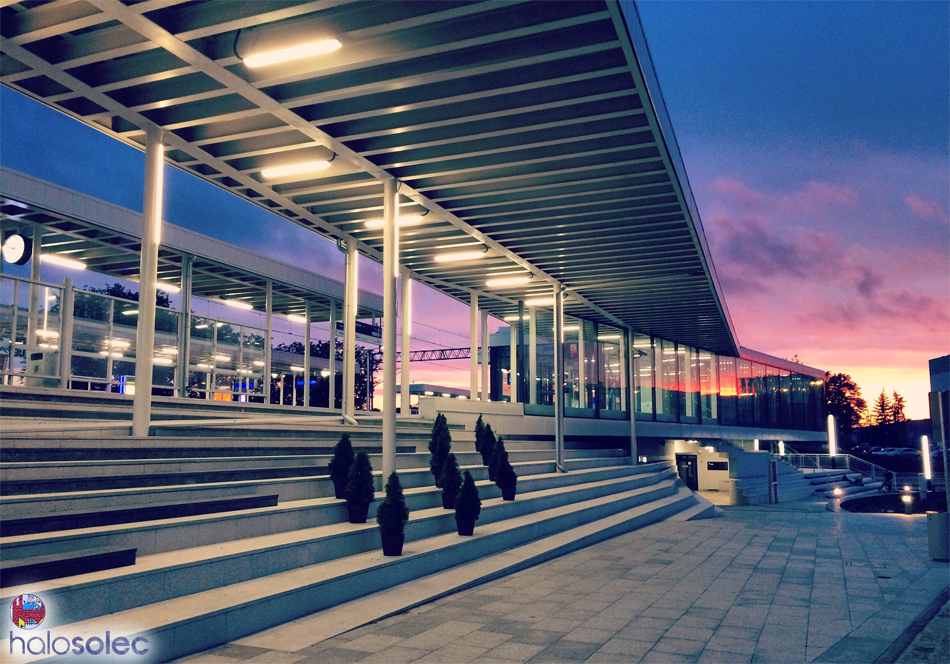
Dworzec kolejowy

Przez miasto i gminę przebiega linia kolejowa Bydgoszcz – Solec K. – Toruń – Aleksandrów Kujawski – Włocławek – Kutno – Warszawa Wsch. Gminę obsługują dwie stacje kolejowe: Solec Kujawski oraz Przyłubie.
Przez teren miasta i gminy przebiegają następujące drogi:
- Drogi krajowe:

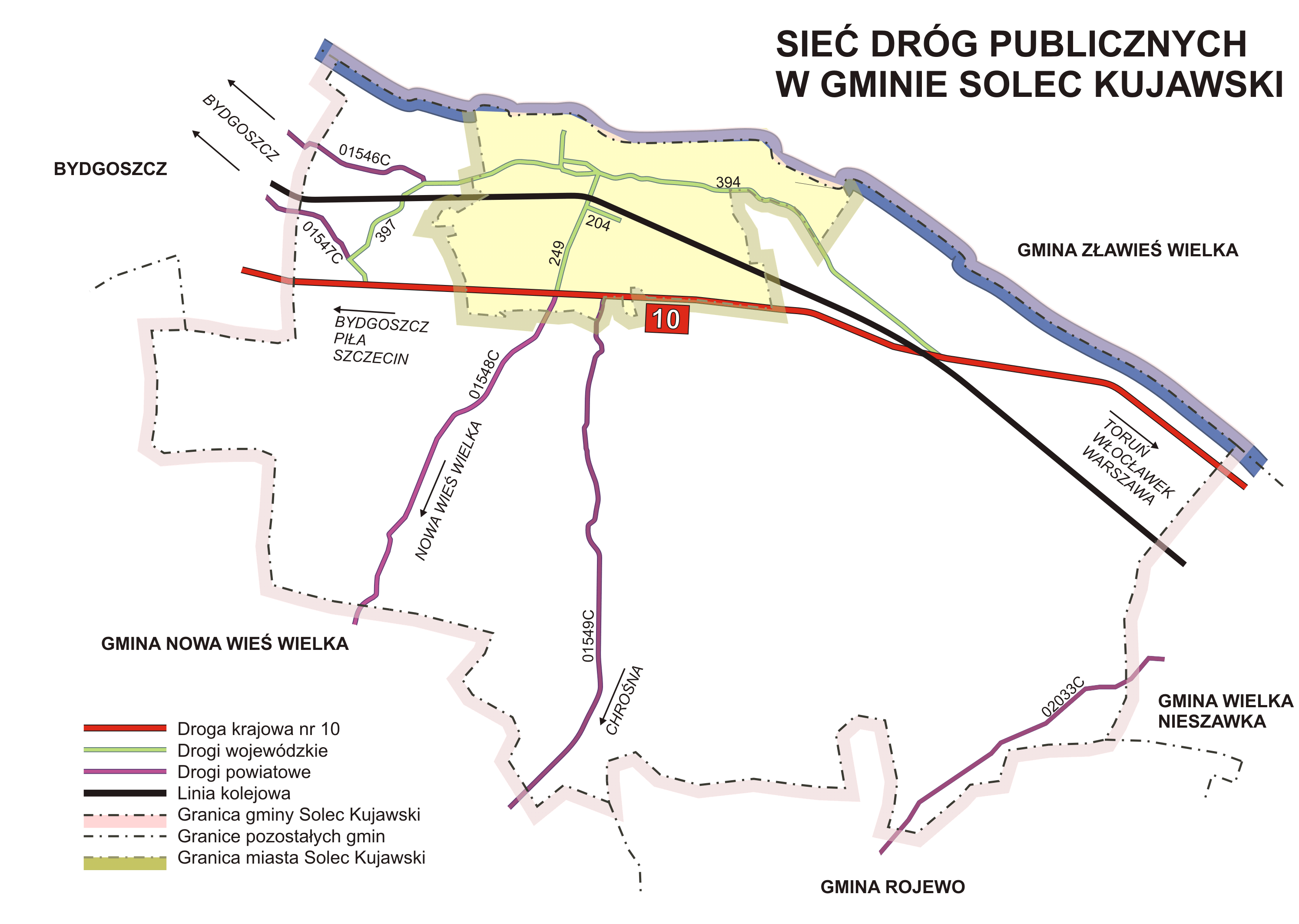
Sieć dróg publicznych w Solcu Kujawskim

  - 10 Szczecin – Stargard – Wałcz – Piła – Nakło nad Notecią – Bydgoszcz – Solec Kujawski – Toruń – Sierpc – Płońsk (18,822 km na terenie gminy; główna droga przebiegająca przez miasto i gminę)
- Drogi wojewódzkie (17,129 km):
  -  204: 249 Solec Kujawski – Solec Kujawski (ul. Sportowa)
  -  249: 10 Solec Kujawski – Czarnowo 80, z oddanym do użytku we wrześniu 2013 wiaduktem kolejowym w rejonie stacji
  -  394: 10 Przyłubie – Solec Kujawski – Otorowo 397
  -  397: 394 Otorowo-Makowiska 10
- Drogi powiatowe (29,387 km):
  - Droga powiatowa nr 01546C:  (Bydgoszcz – Łęgnowo – Otorowo-Solec Kujawski)
  - Droga powiatowa nr 01547C:  (Bydgoszcz – Wypaleniska)
  - Droga powiatowa nr 01548C:  (Solec Kujawski – Nowa Wieś Wielka)
  - Droga powiatowa nr 01549C:  (Solec Kujawski – Chrośna)
  - Droga powiatowa nr 02033C:  (Cierpice – Inowrocław)
- Drogi gminne (152,230 km)

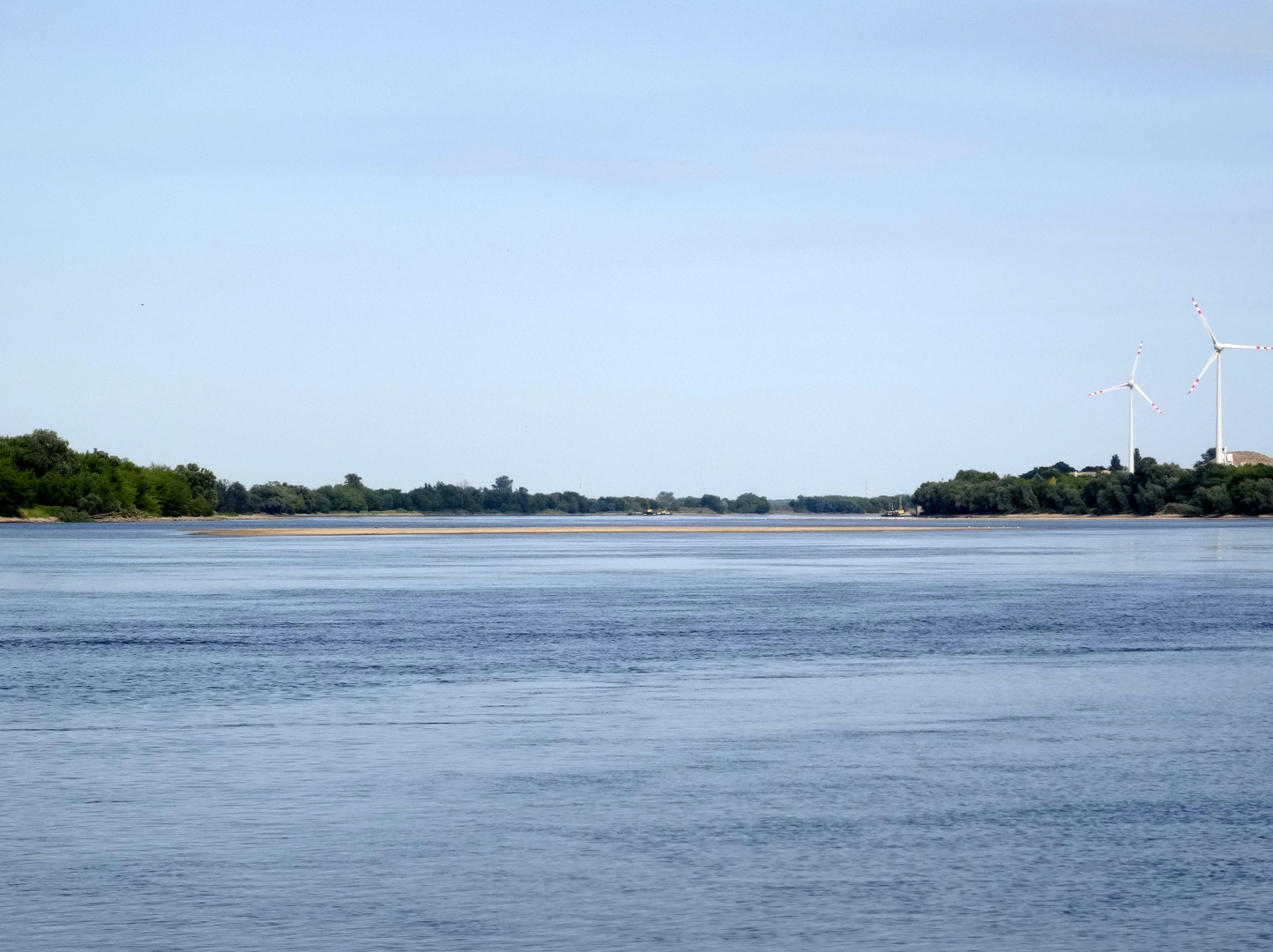
Wisła w Solcu Kujawskim

Północną granicę miasta i gminy stanowi Wisła będąca drogą wodną o parametrach I klasy żeglowności.
29 kwietnia 2023 samorząd wojewódzki uruchomił w ciągu drogi wojewódzkiej nr 249 przeprawę promową obsługiwaną promem Flisak o długości 24 metrów, szerokości 16 m, zanurzeniu 0,7 m, z napędem łopatkowym bocznym zapewnianym przez 2 silniki spalinowe. Prom ma ładowność 15 samochodów po 2,25 t każdy oraz 80 pasażerów (tj. 6 ton), względnie 1 autobus + 2 busy + 6 samochodów – łącznie około 39 ton. W 2017 ogłoszono przetarg na realizację przeprawy. Zaoferowany w przetargu koszt jednostki pływającej wynosił 5,9 mln zł, a okres gwarancji – dwa lata. 10 maja 2018 Zarząd Dróg Wojewódzkich w Bydgoszczy i marszałek województwa podpisali umowę z dostawcą statku (Techno Marine z Malborka) i konsorcjum firm drogowych Gotowski, Kormost i Hydro-Ekood, które dokonało rozbudowy drogi wojewódzkiej 249 umożliwiającej dojazd do promu oraz rozbudowy i oświetlenia istniejących, postawionych przez wojsko przyczółków dla jednostki. Łączne koszty inwestycji, szacowane pierwotnie na 18,7 mln zł, w tym 12,8 mln na realizację części drogowej, wzrosły ostatecznie do ok. 21 mln zł. Przeprawa miała zostać uruchomiona jesienią 2018, a następnie w kwietniu 2019, jednak z uwagi na wydłużenie procedur projektowych ze względu na konieczność uwzględnienia środowiskowych uwarunkowań inwestycji (obszary Natura 2000) umowa na budowę dojazdów i przyczółków promu zawarta już umowa została rozwiązana, a nowy przetarg na realizację inwestycji ogłoszono w 2020. Zamówiony prom dotarł do Solca 22 lipca 2022, jednak uruchomienie połączenia uniemożliwił niski stan wody na Wiśle. Z tego samego powodu od 4 czerwca 2024 prom jest nieczynny
Najbliżej znajdującym się lotniskiem jest Port lotniczy im. Ignacego Jana Paderewskiego w Bydgoszczy-Szwederowie.

## Kultura

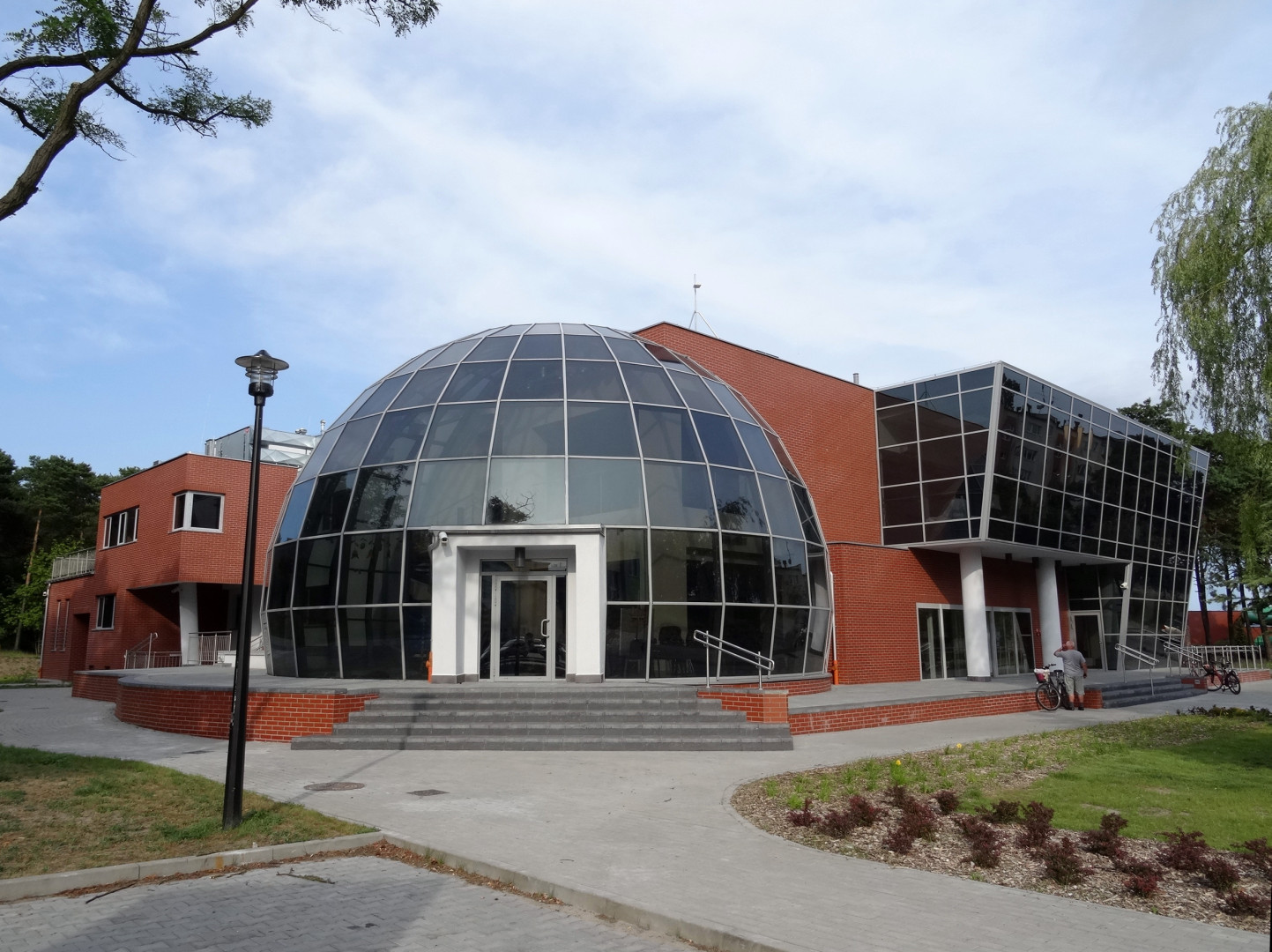
Soleckie Centrum Kultury
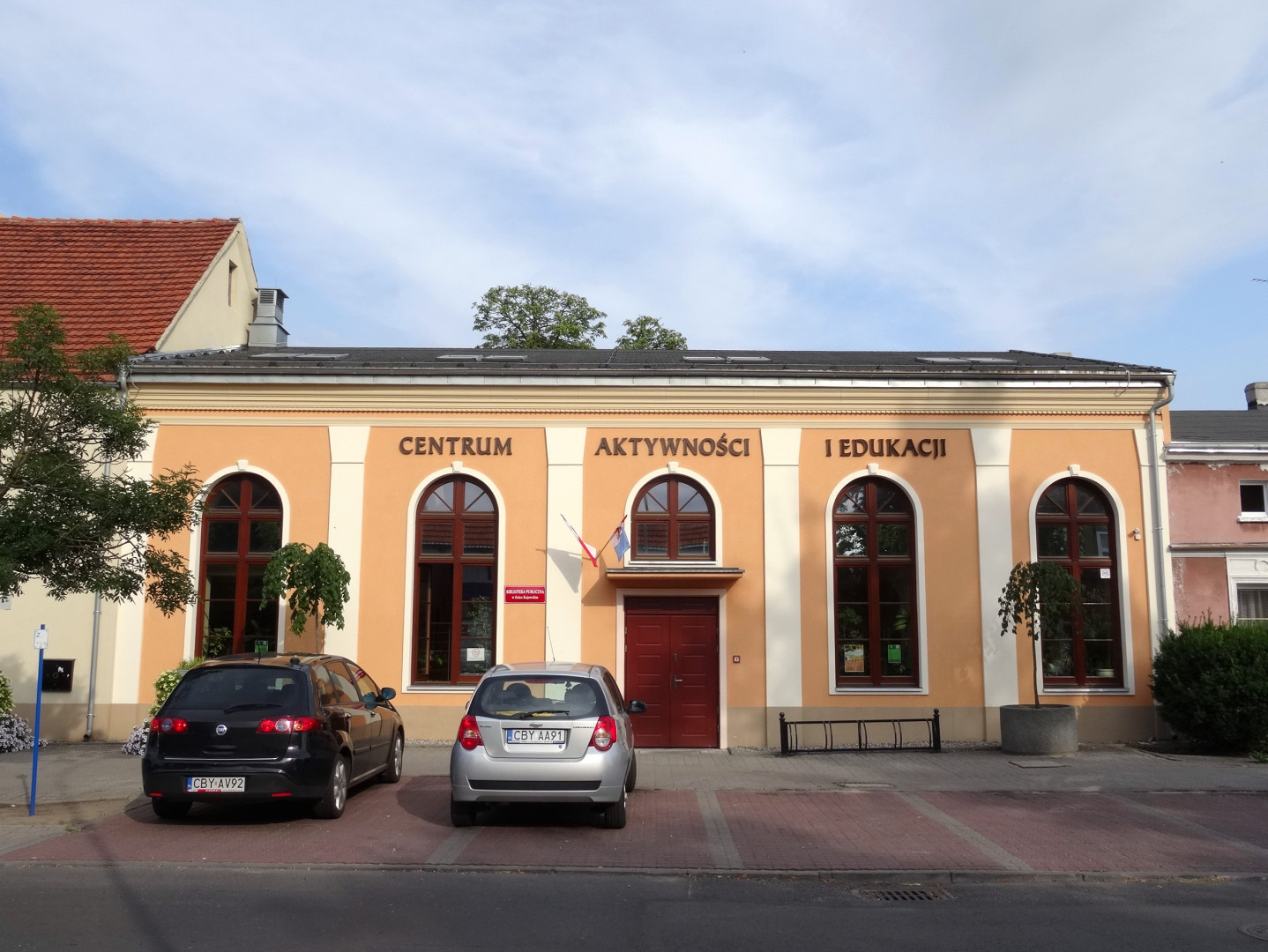
Centrum Aktywności i Edukacji

- Soleckie Centrum Kultury
- Centrum Aktywności i Edukacji

## Sport
- Unia Solec Kujawski – solecki klub piłkarski
- Ośrodek Sportu i Rekreacji – kompleks sportowo-rekreacyjno-hotelowy oddany do użytku 25 sierpnia 2000 (m.in. hala sportowa)
- Park Wodny „Wisła” – park wodny oddany do użytku 22 września 2006, wchodzi w skład OSiR
- Stadion KS Unii Solec Kujawski – przy hali OSiR oraz stadion treningowy
- Salina – stanica Drużyny WOPR nr 100 Solec Kujawski

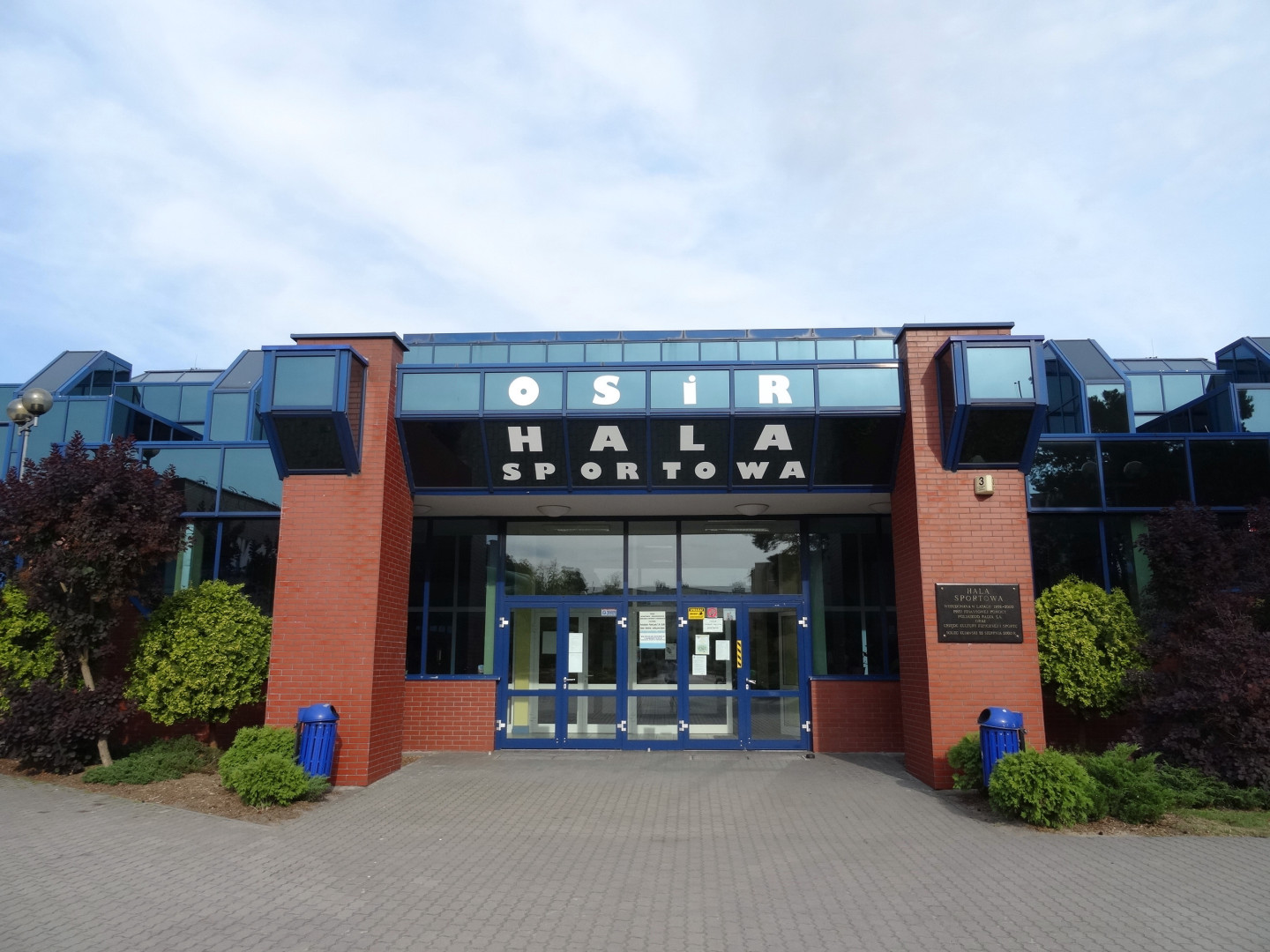
Ośrodek Sportu i Rekreacji
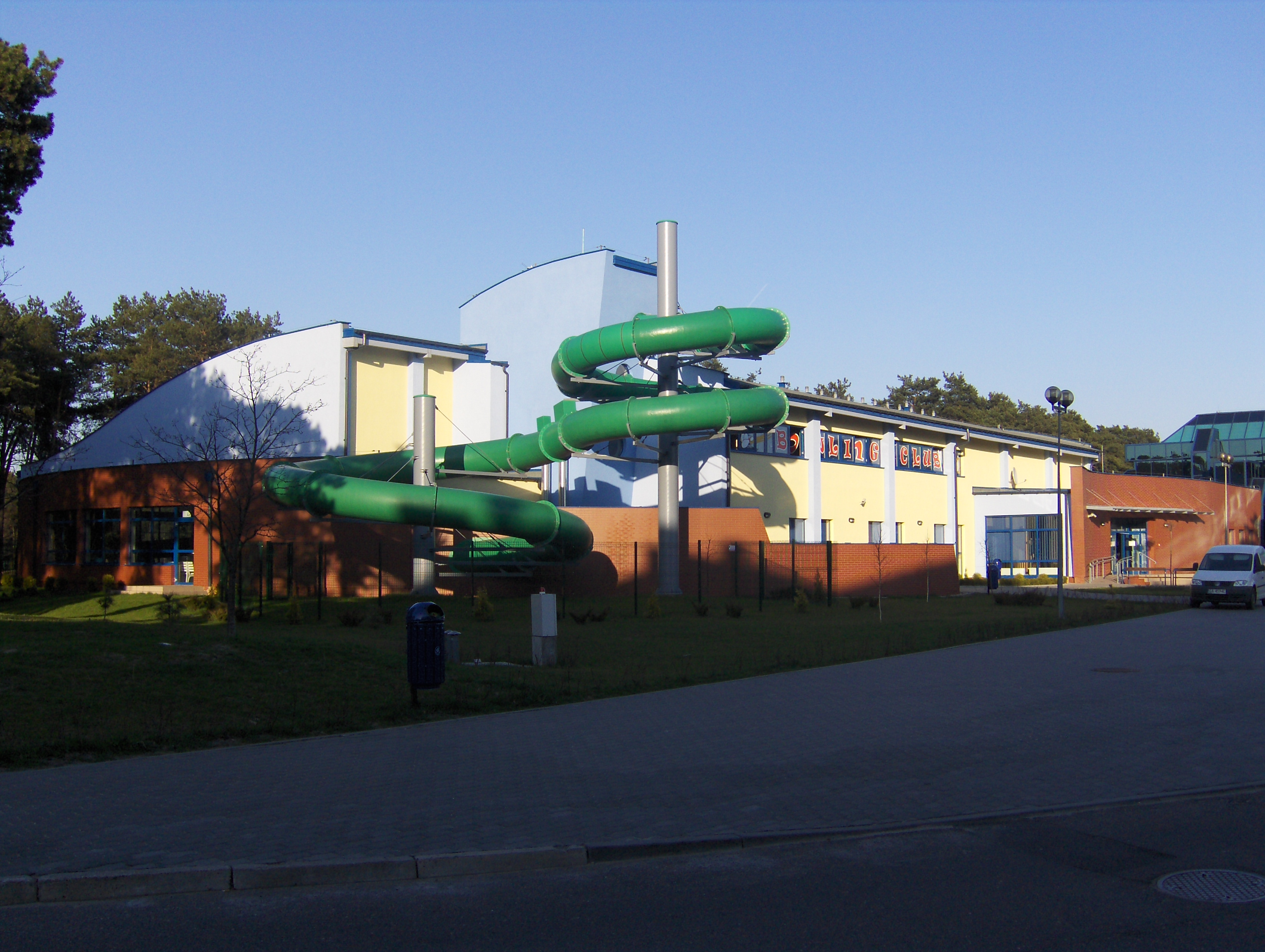
Park Wodny „Wisła”
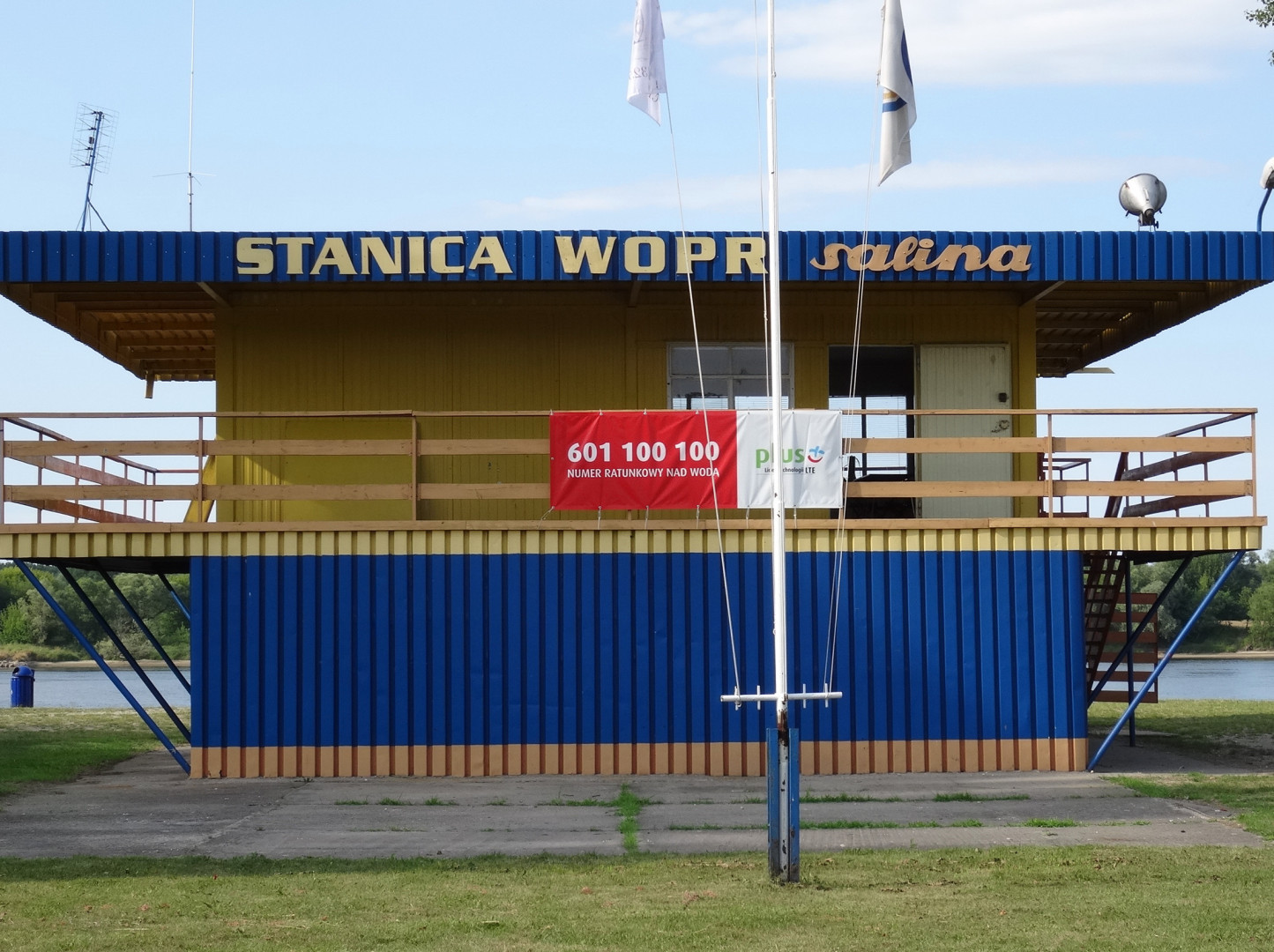
Stacja WOPR

## Honorowi obywatele miasta
- Honorowi Obywatele
Solca KujawskiegoJolanta KwaśniewskaIrena SantorWalter Rudolf
Wacław Czaczka-Ruciński (4 listopada 1934)

16 października 2005, w czasie uroczystej sesji Rady Miasta z okazji 680-lecia Solca Kujawskiego, na podstawie uchwały Urzędu Miasta i Gminy Solec Kujawski nr XVII/193/2005 z 26 sierpnia 2005, tytuł honorowego Obywatela Solca Kujawskiego otrzymały następujące osoby:
- Jolanta Kwaśniewska
- Irena Santor
- Walter Rudolf
- Krzysztof Michalski

W późniejszym okresie tytuł otrzymali:
- ks. Tadeusz Zabłocki (21 lutego 2008)
- Antoni Nawrocki (4 stycznia 2012)
- Marek Małecki (20 października 2023)
- Czesław Frischke (20 października 2023)